# Biserica de lemn din Chesău

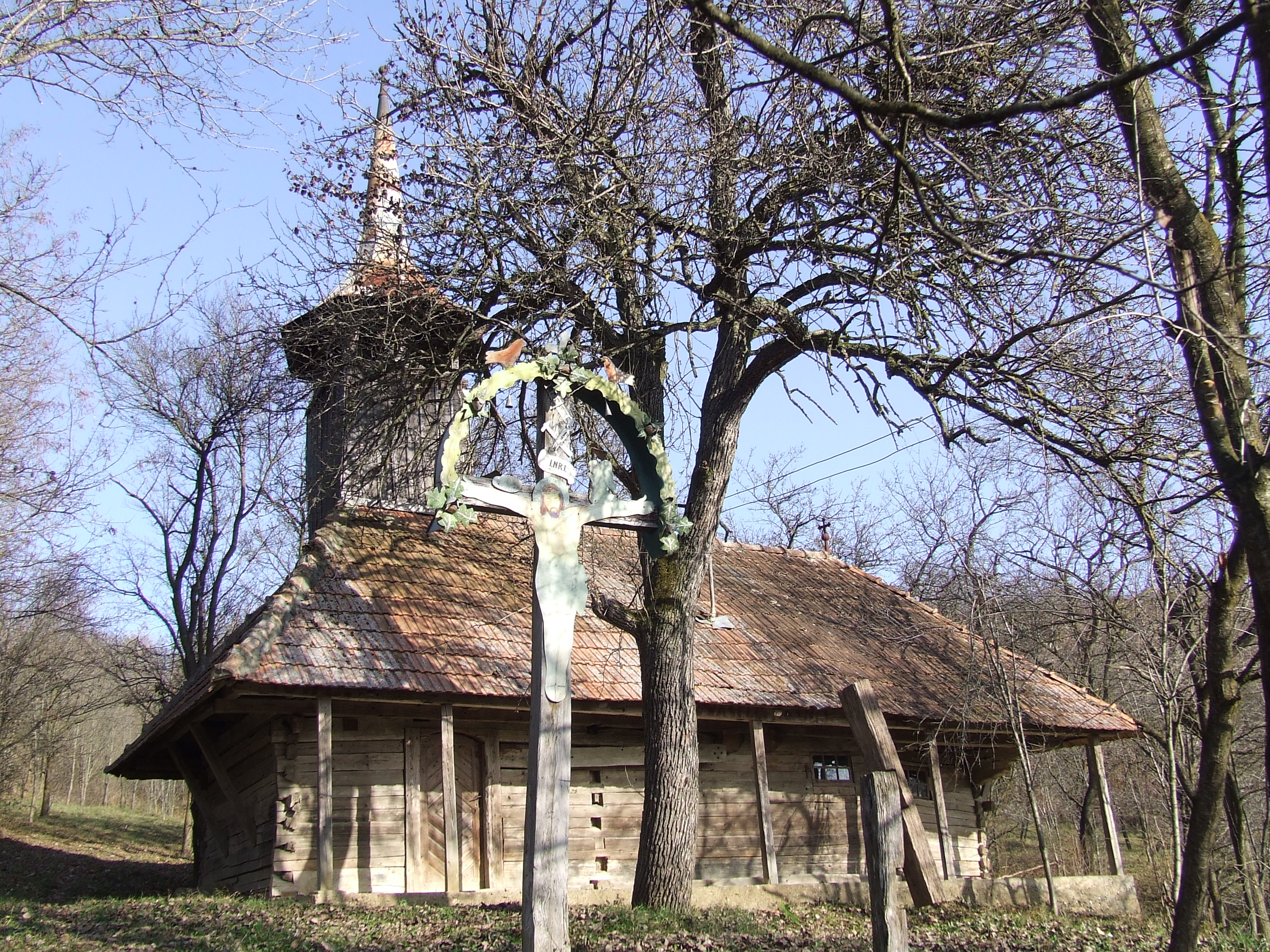
Biserica de lemn „Sfinții Arhangheli Mihail și Gavriil” din Chesău, comuna Mociu, județul Cluj, 2008

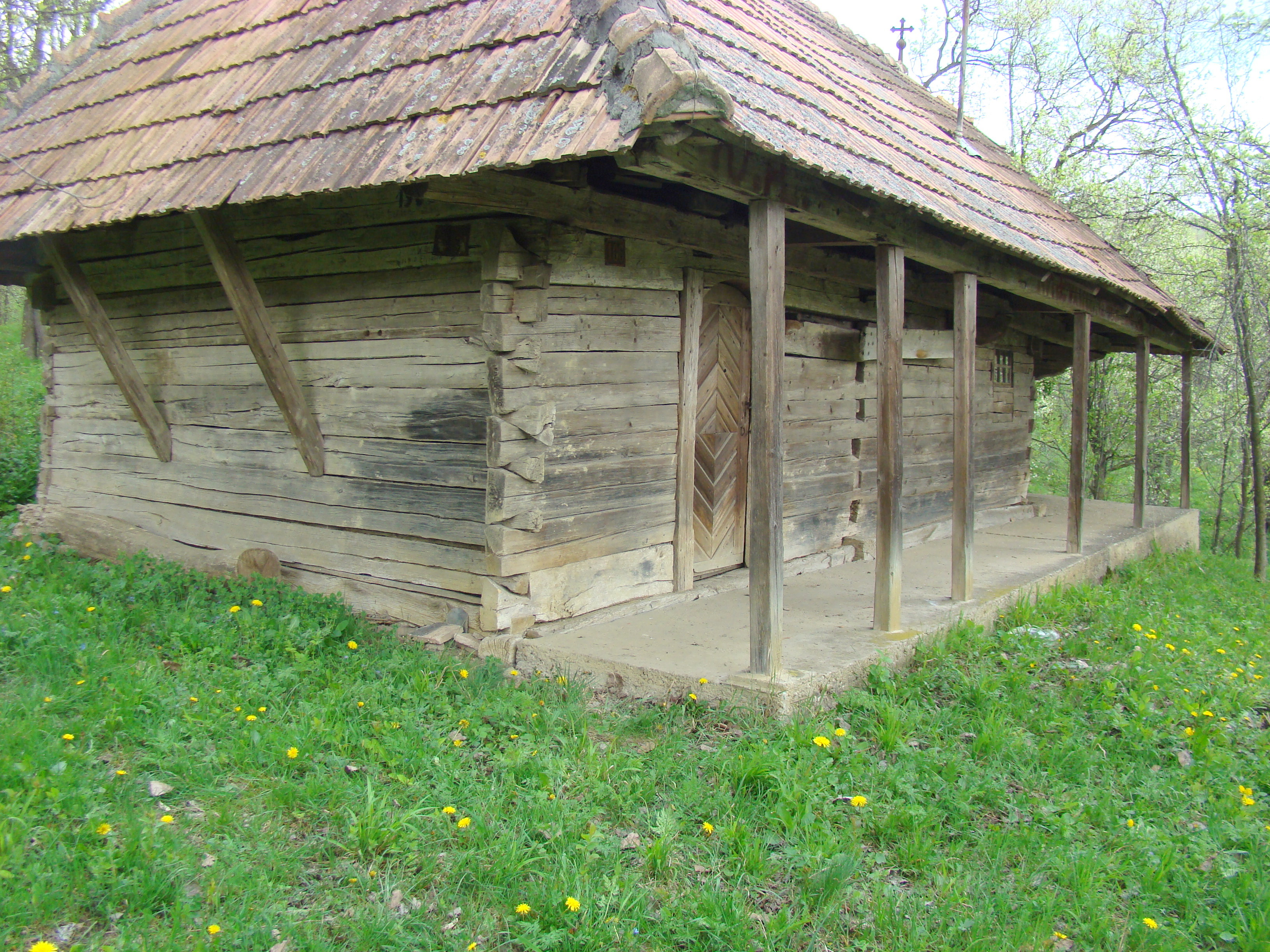
Butea bisericii

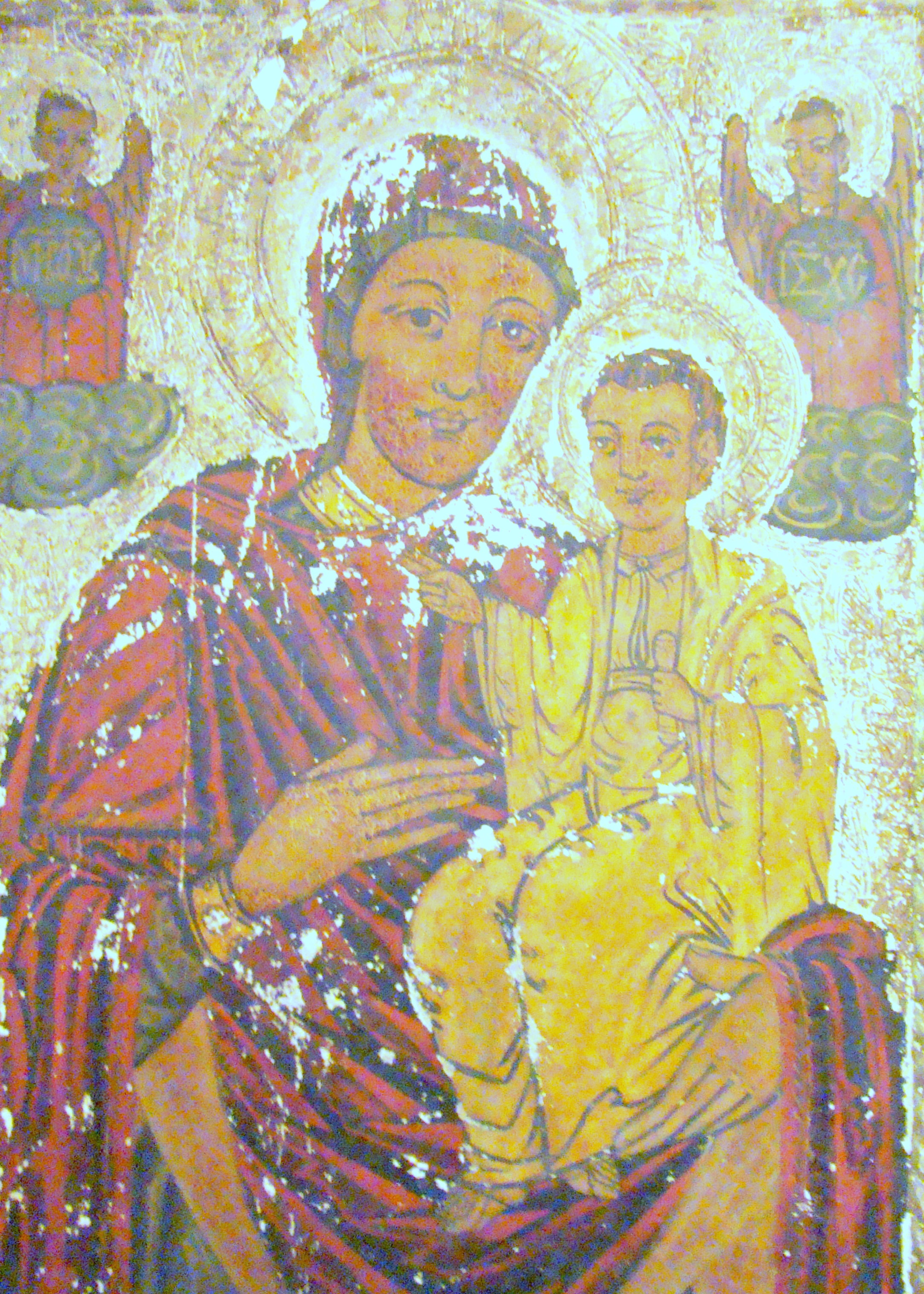
Icoană împărătească: Maica Domnului cu Pruncul

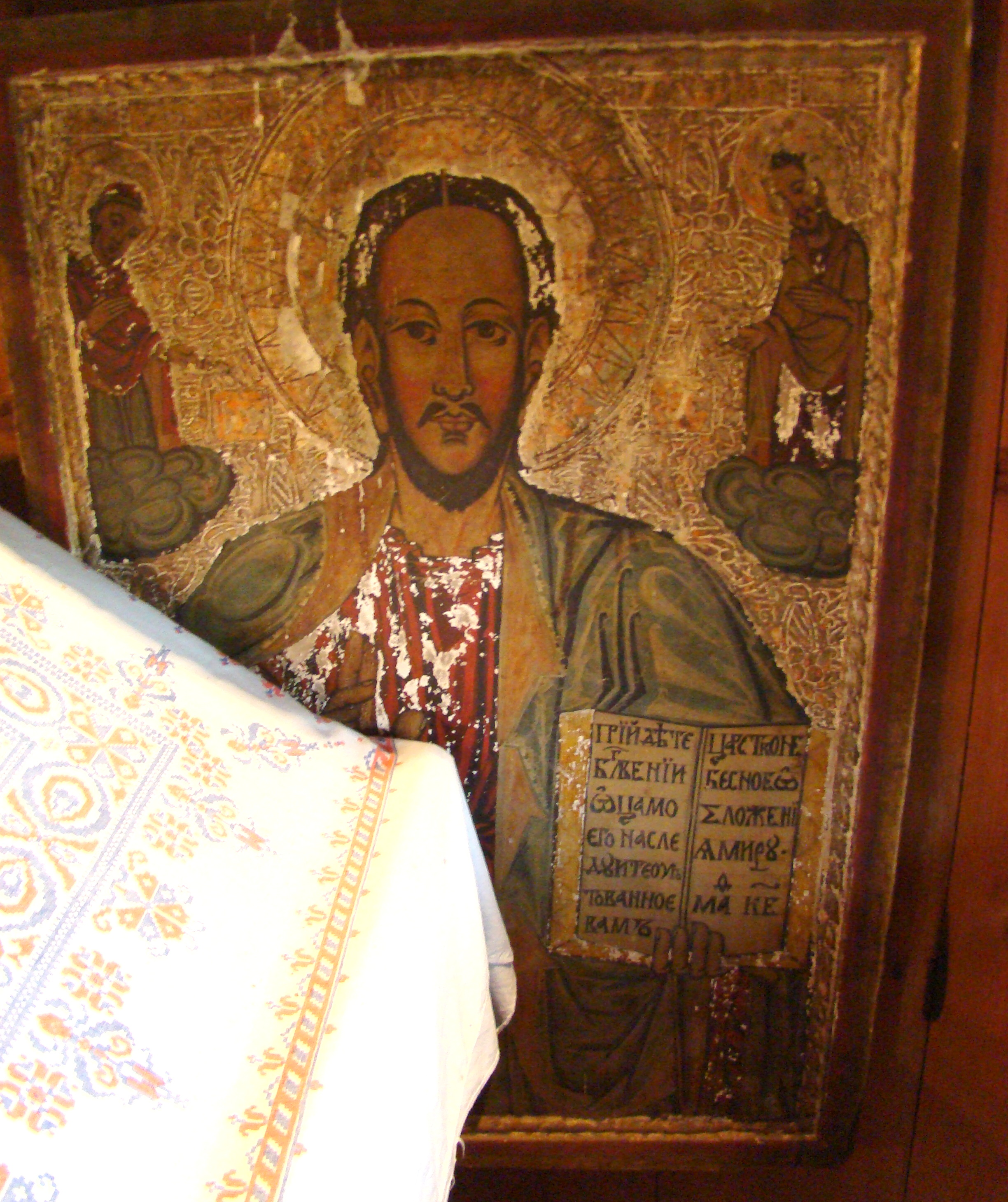
Icoană împărătească: Sfântul Ierarh Nicolae

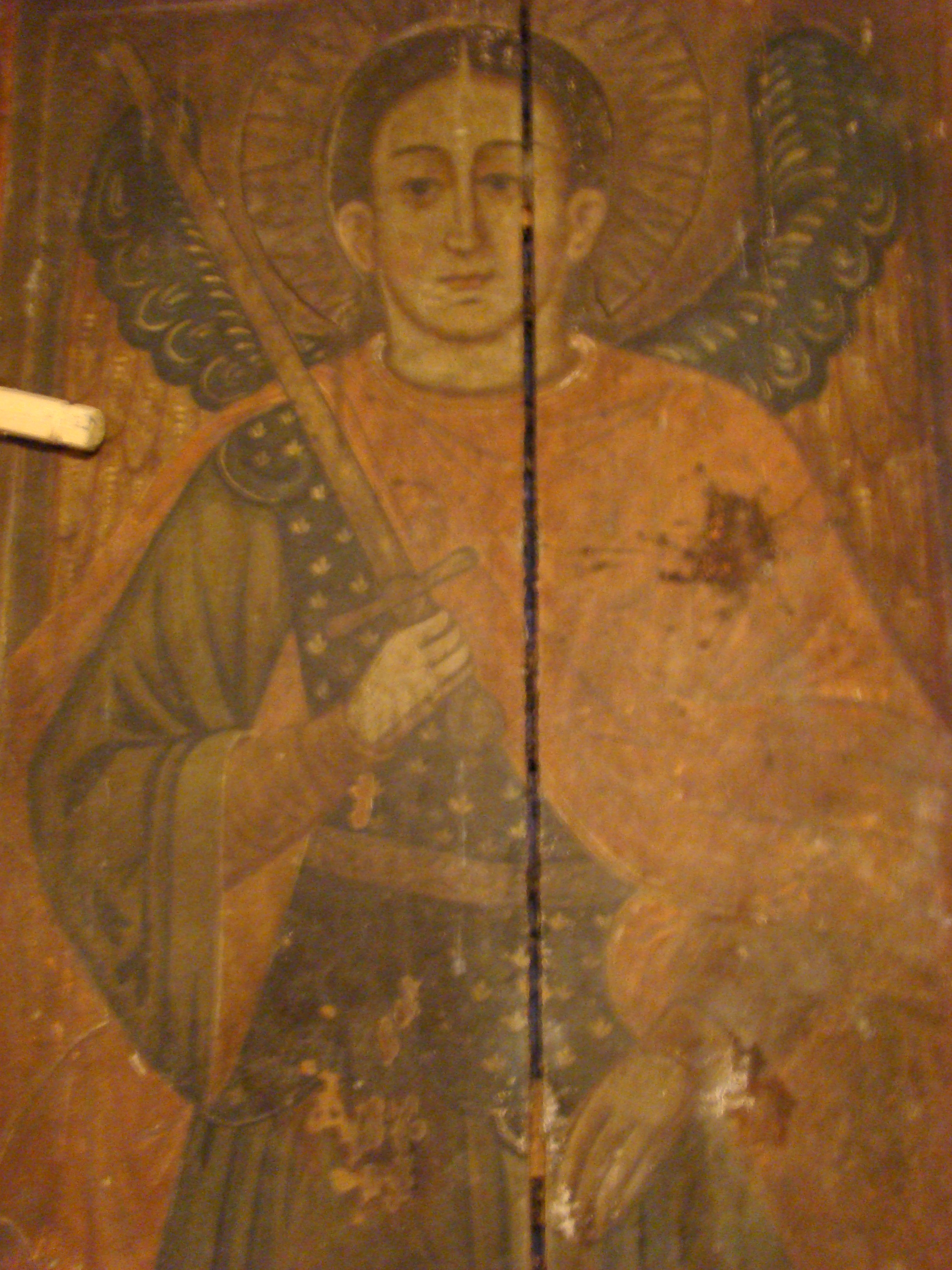
Icoană pe lemn: Arhanghelul Mihail (timpanul de vest al naosului)

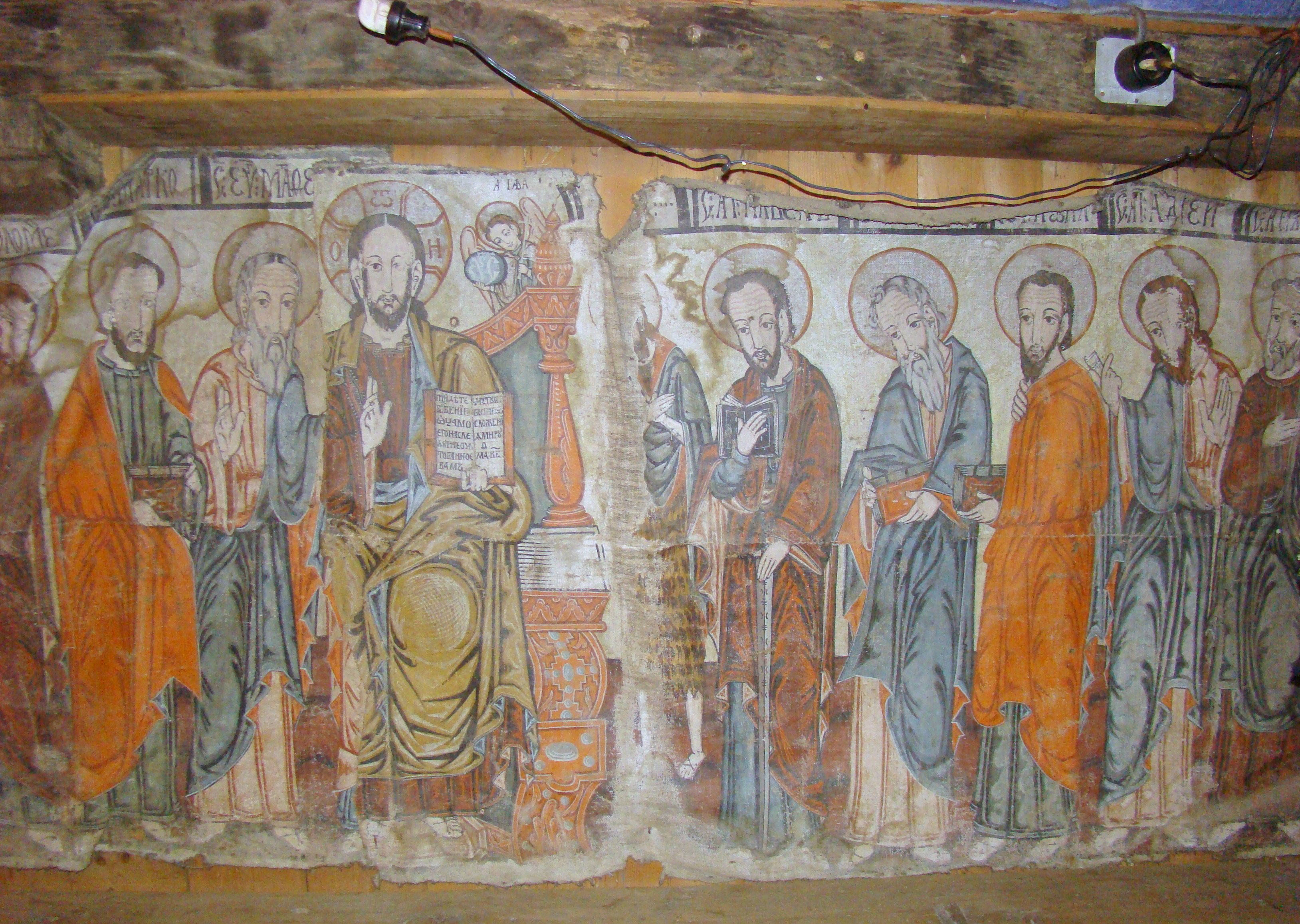
Iisus înconjurat de apostoli, pictură pe pânză maruflată (naos, latura de sud)

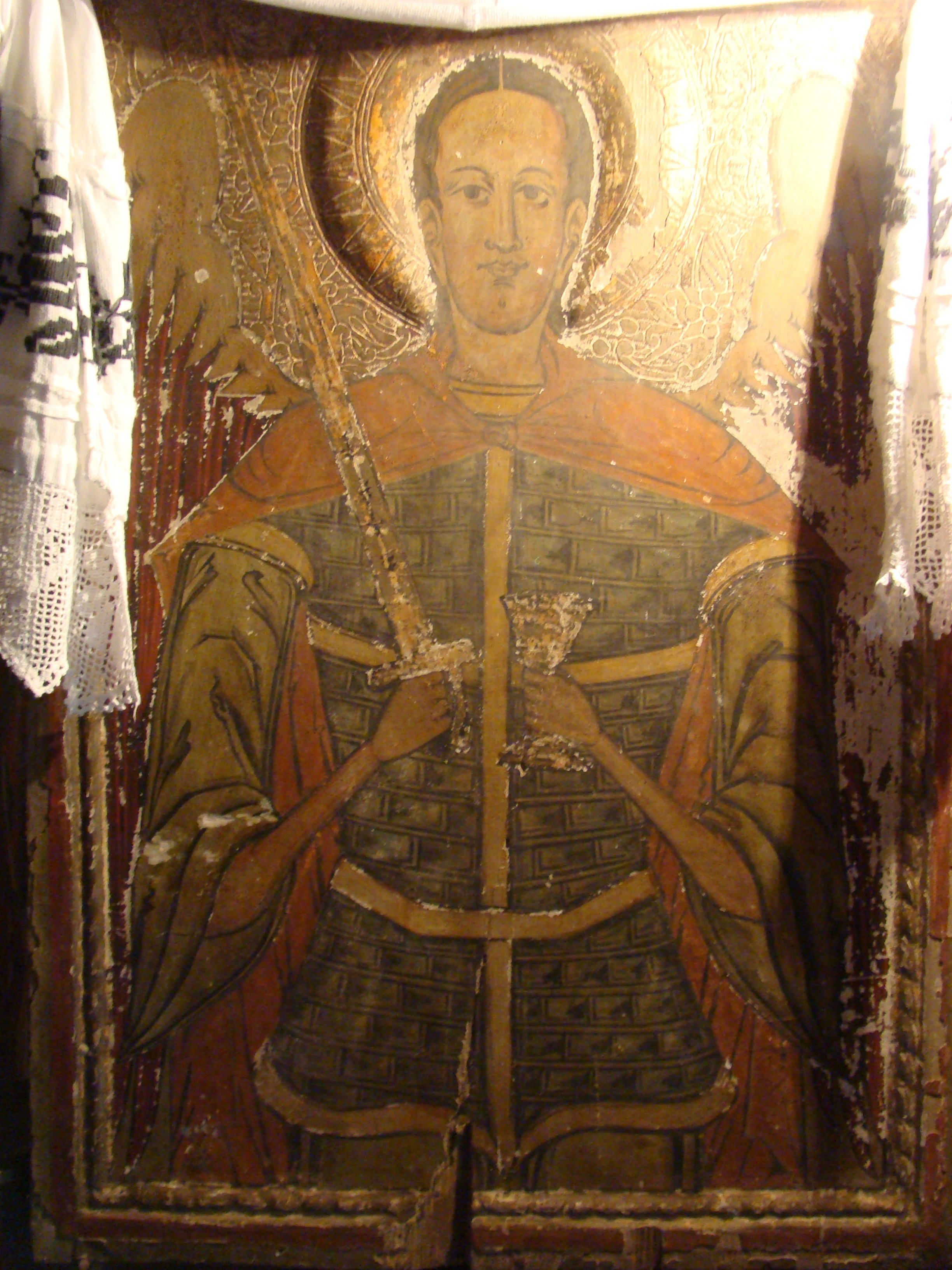
Icoană pe lemn: Arhanghelul Mihail (pronaos)

Biserica de lemn din Chesău, comuna Mociu, județul Cluj, datează din secolul XVIII. Are hramul „Sfinții Arhangheli Mihail și Gavriil”. Biserica se află pe noua listă a monumentelor istorice sub codul LMI:  CJ-II-m-B-07559.

## Istoric și trăsături
Biserica de lemn „Sfinții Arhangheli” a fost adusă în sat de la Ghirișu Român în 1923. Edificiul de cult este construit din grinzi de brad, așezate pe o fundație de piatră. Este alcătuit din pronaos, un naos de formă dreptunghiulară, iar spre răsărit absida altarului, trapazoidală, decroșată. Acoperișul unic a fost învelit, mai târziu, cu țiglă. La interior doar naosul are o boltă semicilindrică din scânduri. Pe cununa bisericii este trecută data 1878, încadrată de un text în bună parte ilizibil, cu referință la lucrările de refacere întreprinse în acel an. Biserica a fost zugrăvită în anul 1817, dar picturile de odinioară s-au deteriorat odată cu desfacerea și mutarea construcției. Cele două icoane pe lemn aflate în patrimoniul bisericii (Sfântul Nicolae și Maica Domnului cu Pruncul) datează de la începutul secolului trecut.

## Imagini din exterior

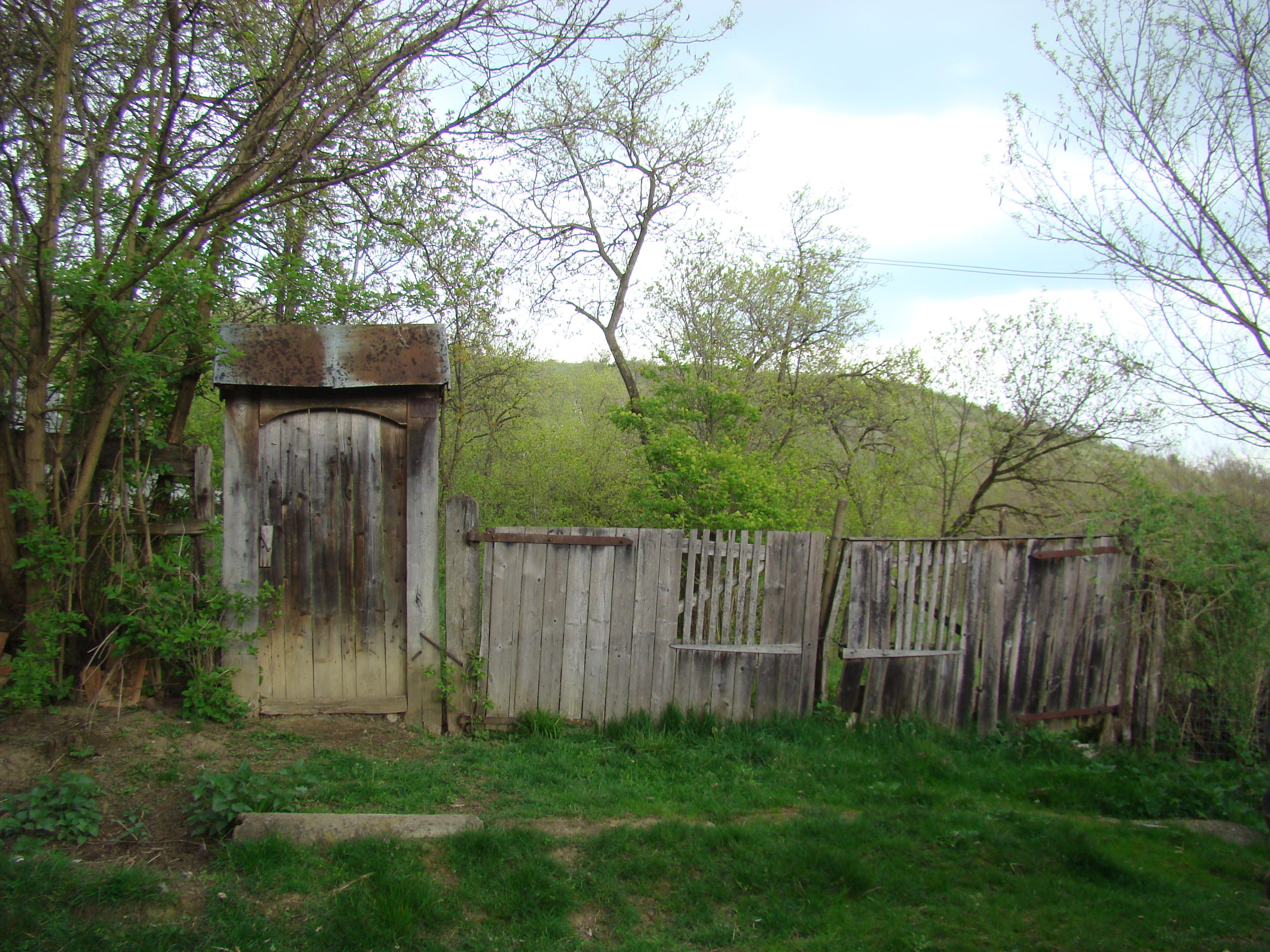
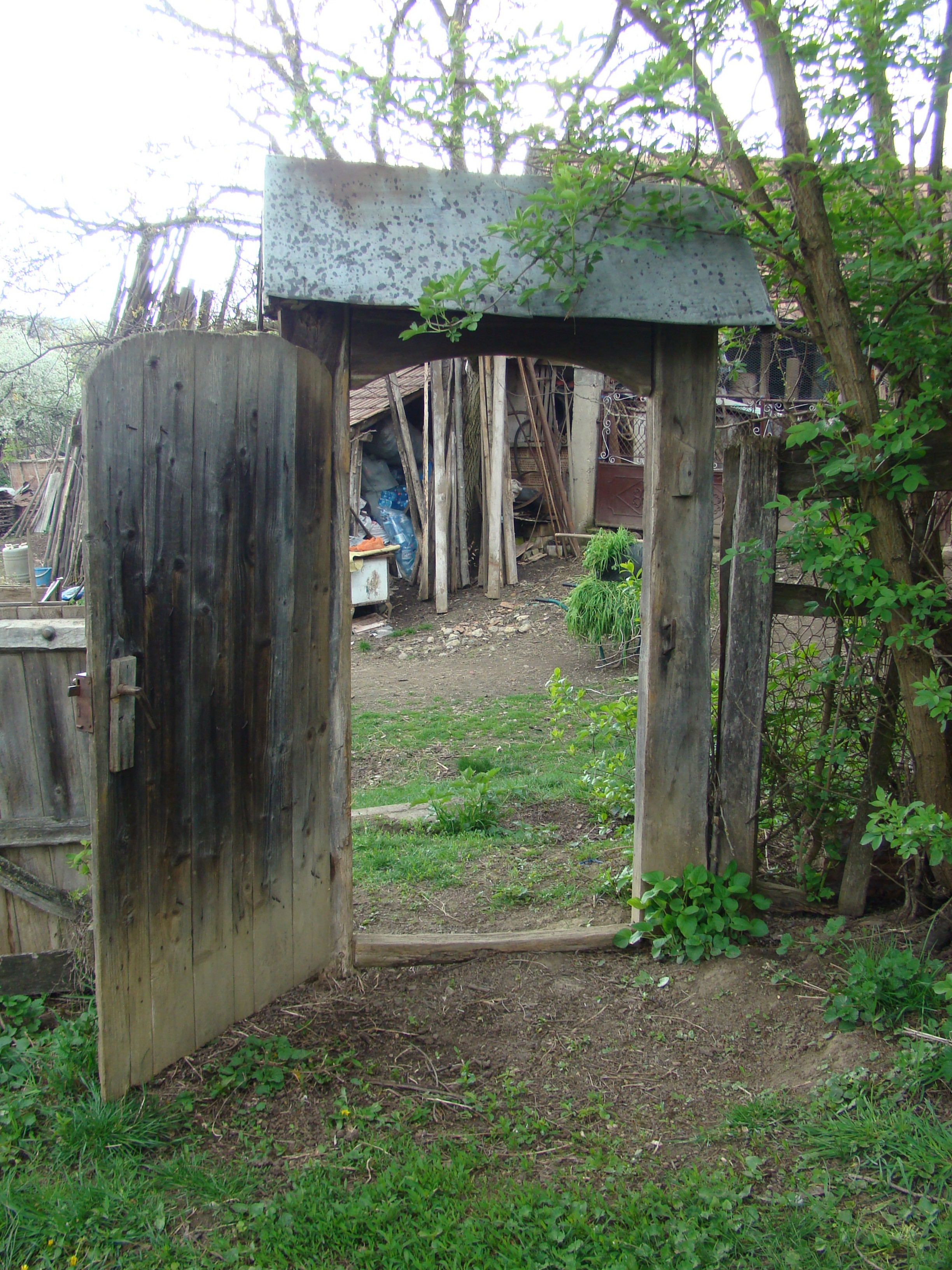
Poarta cimitirului
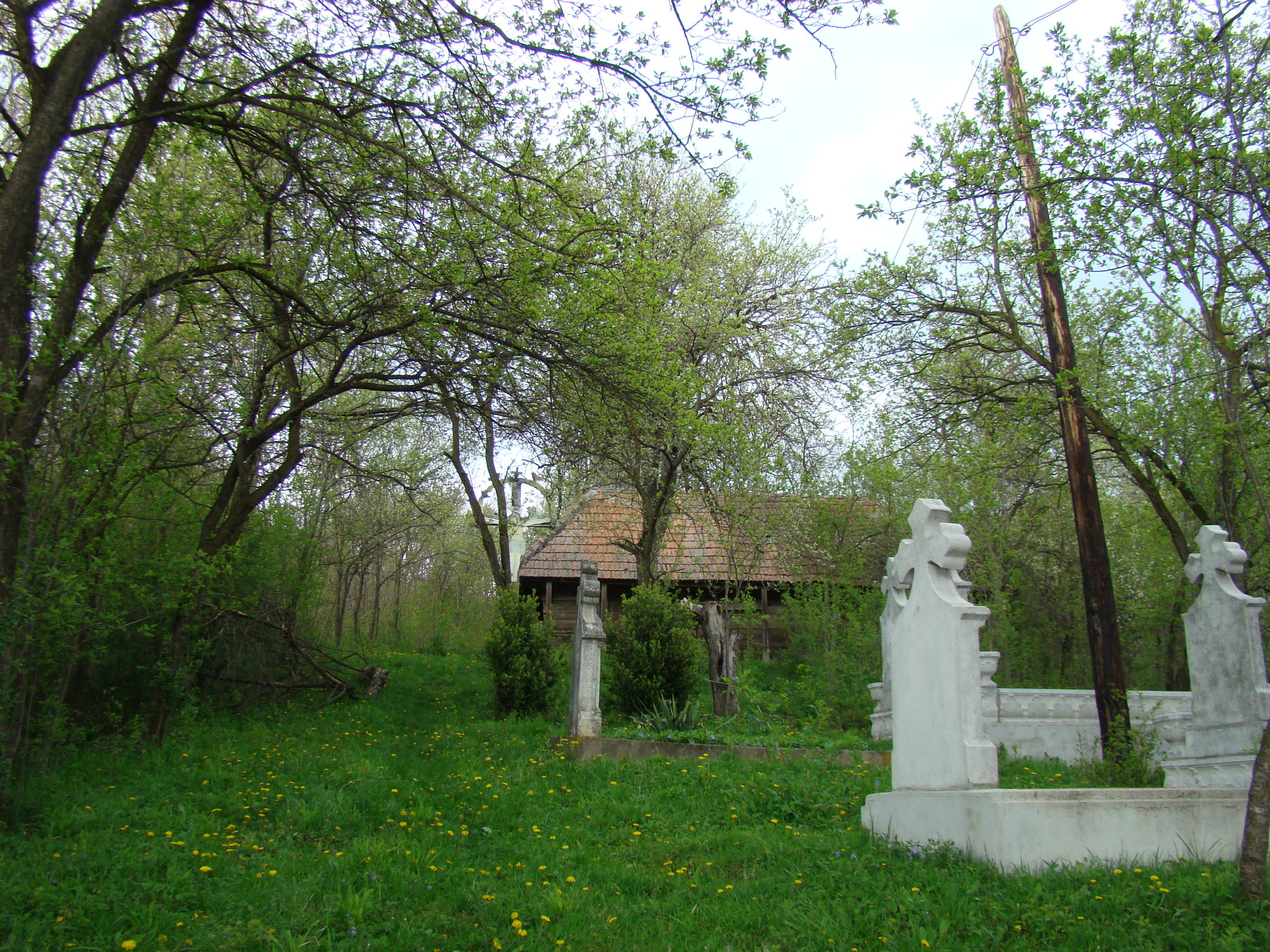
Biserica și cimitirul românesc (satul Chesău are o populație preponderent maghiară)
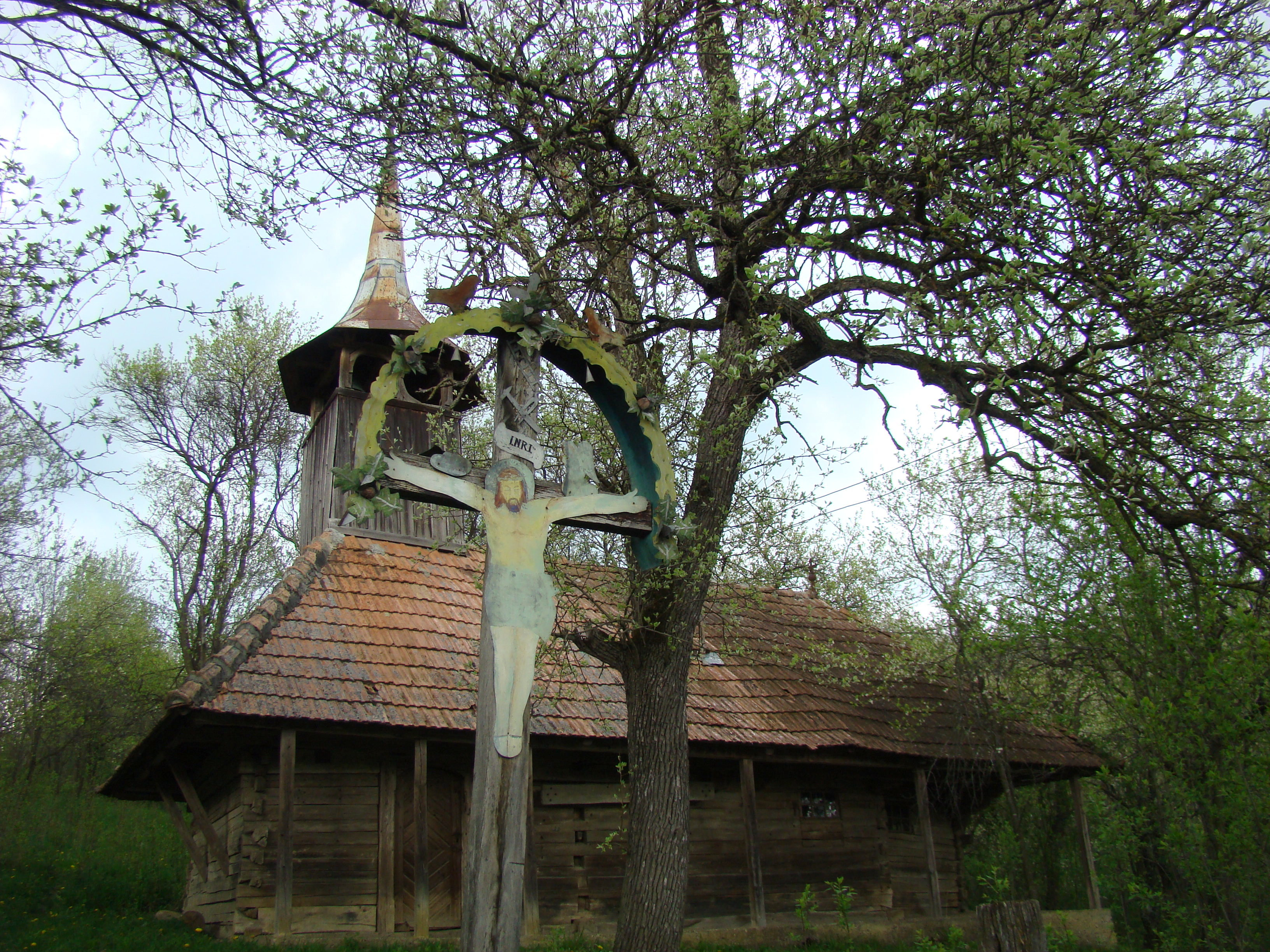
Biserica (sud)
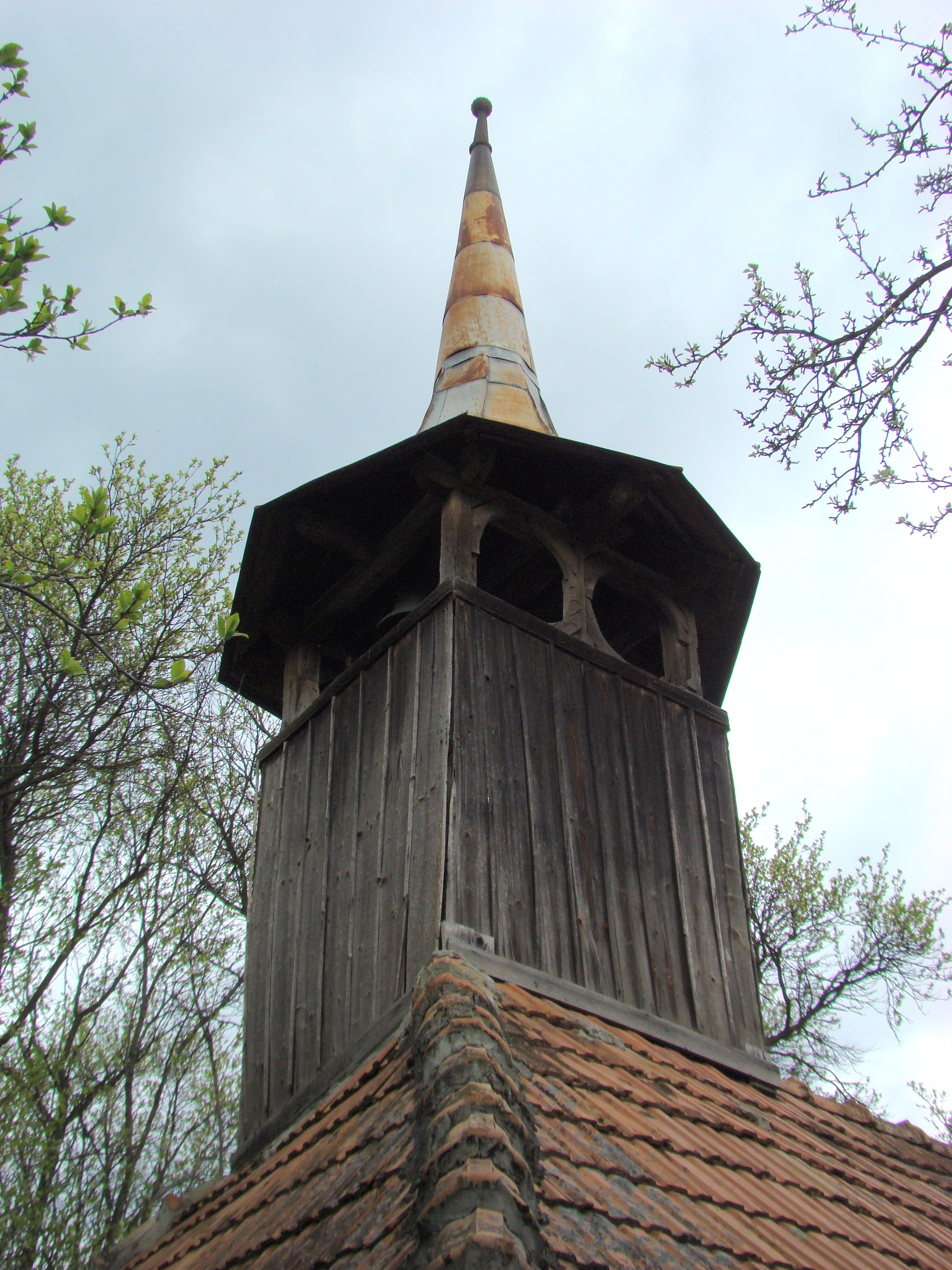
Turnul cu coif ascuțit
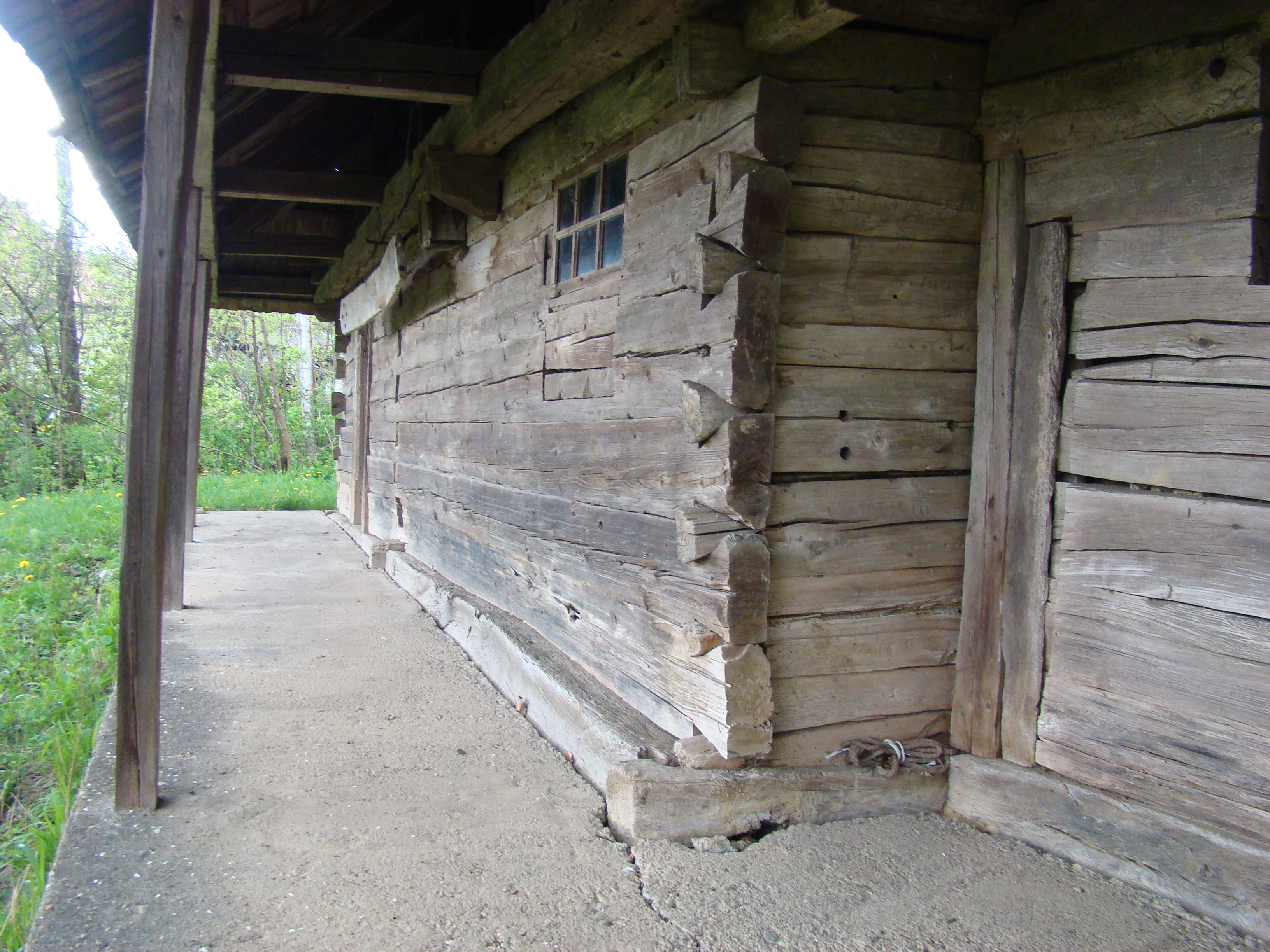
Prispa bisericii
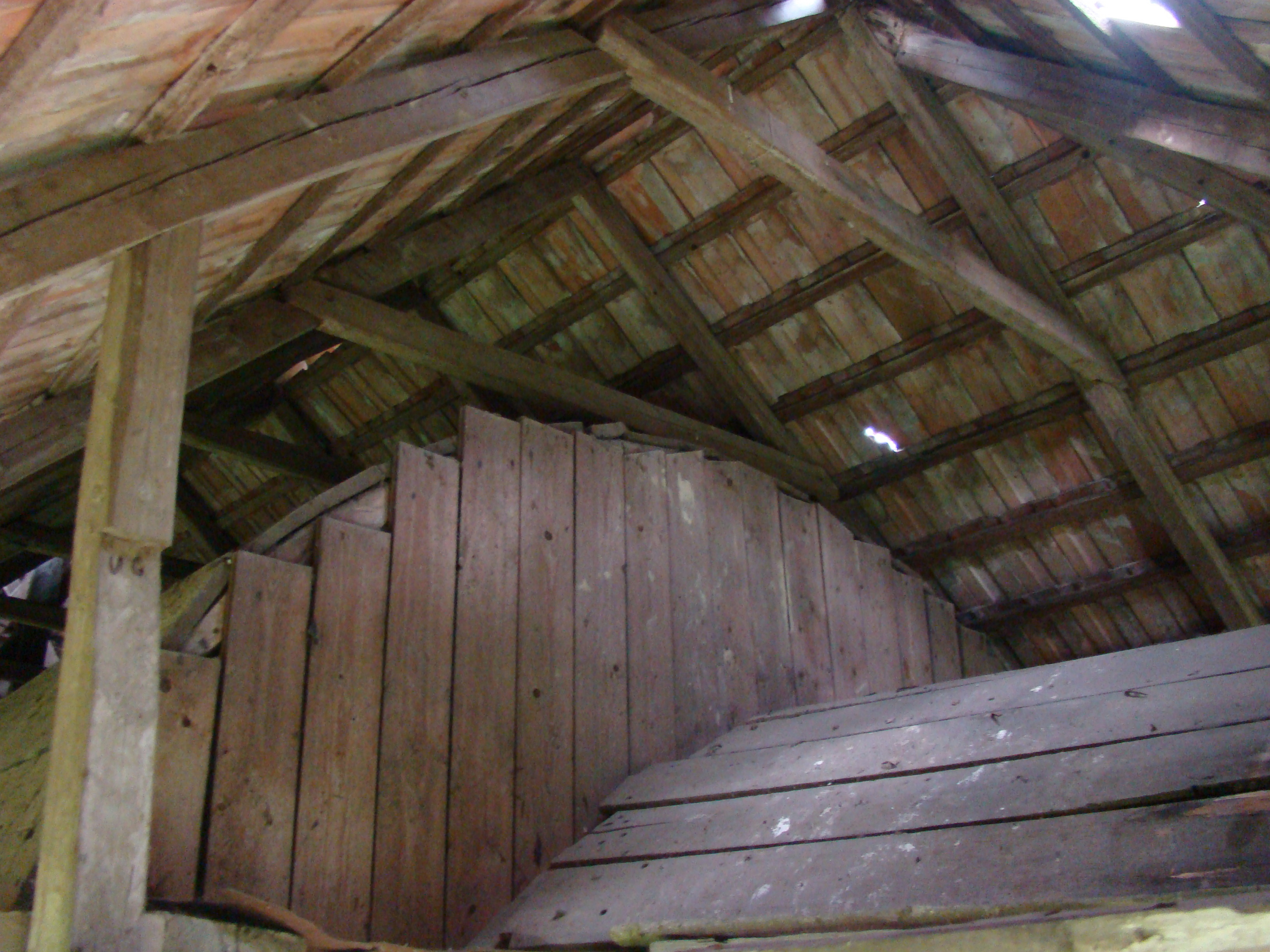
Bolta semicilindrică din scândură peste altar și naos
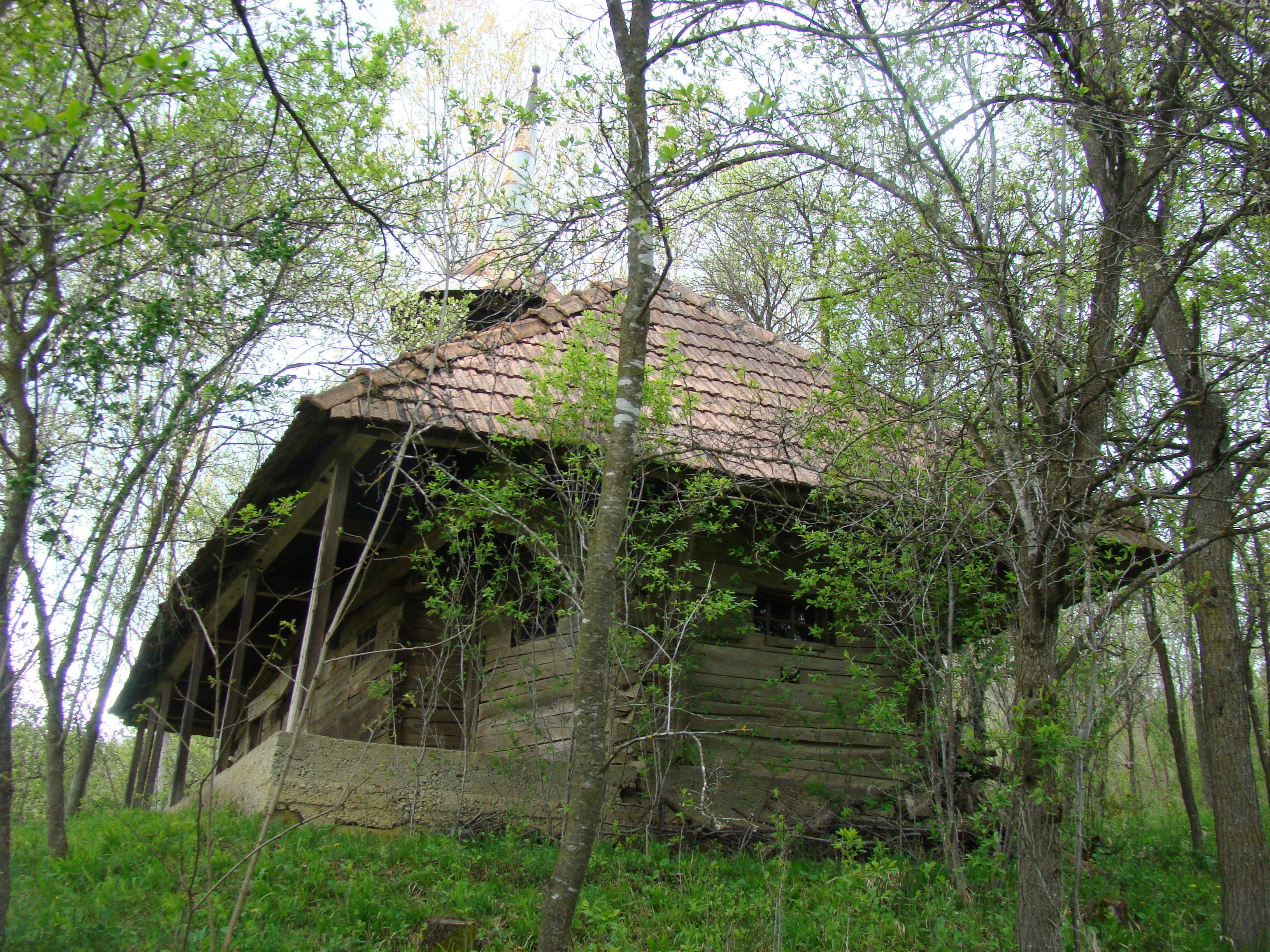
Vedere din sud-est cu absida decroșată a altarului
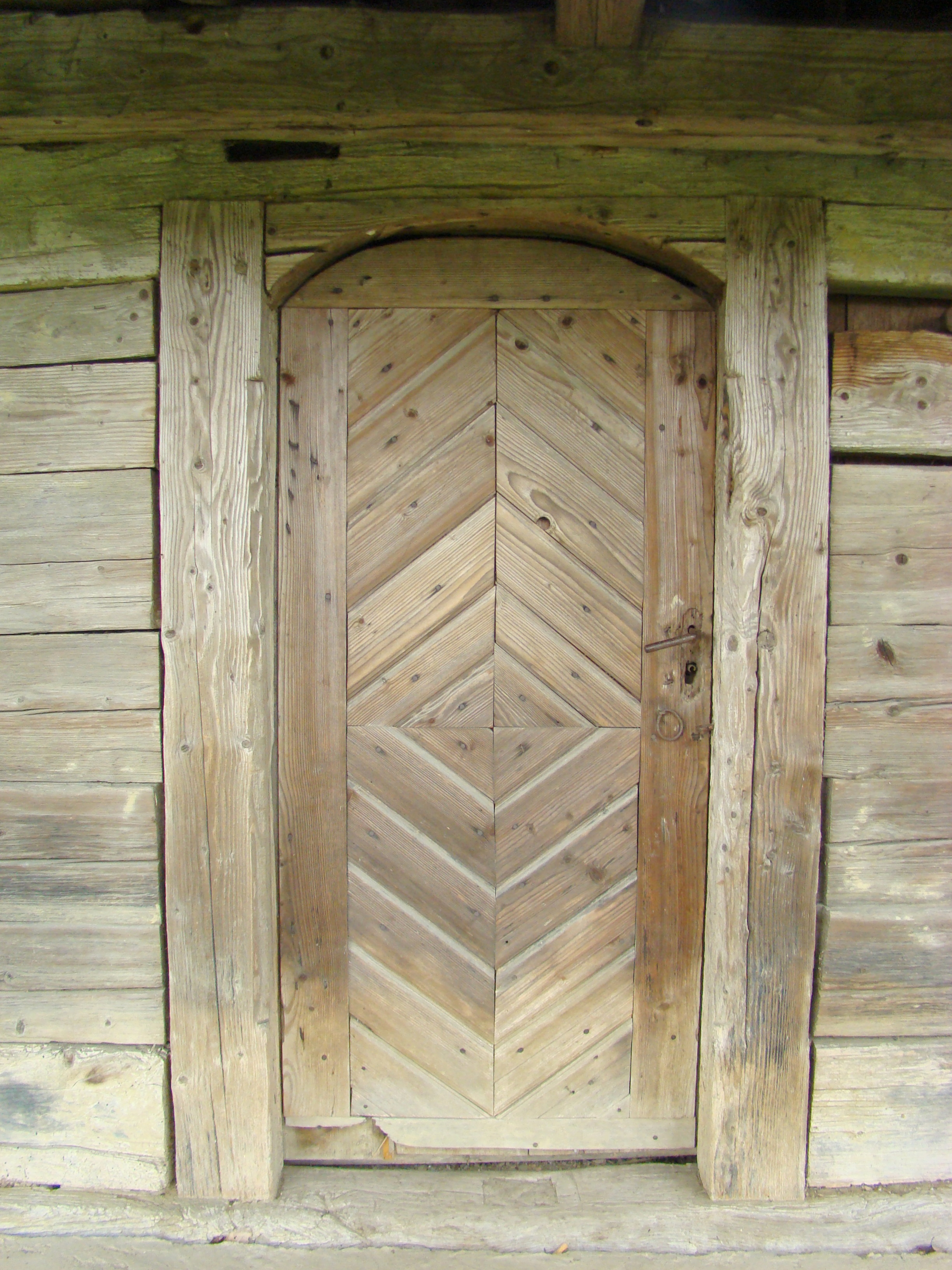
Portalul exterior
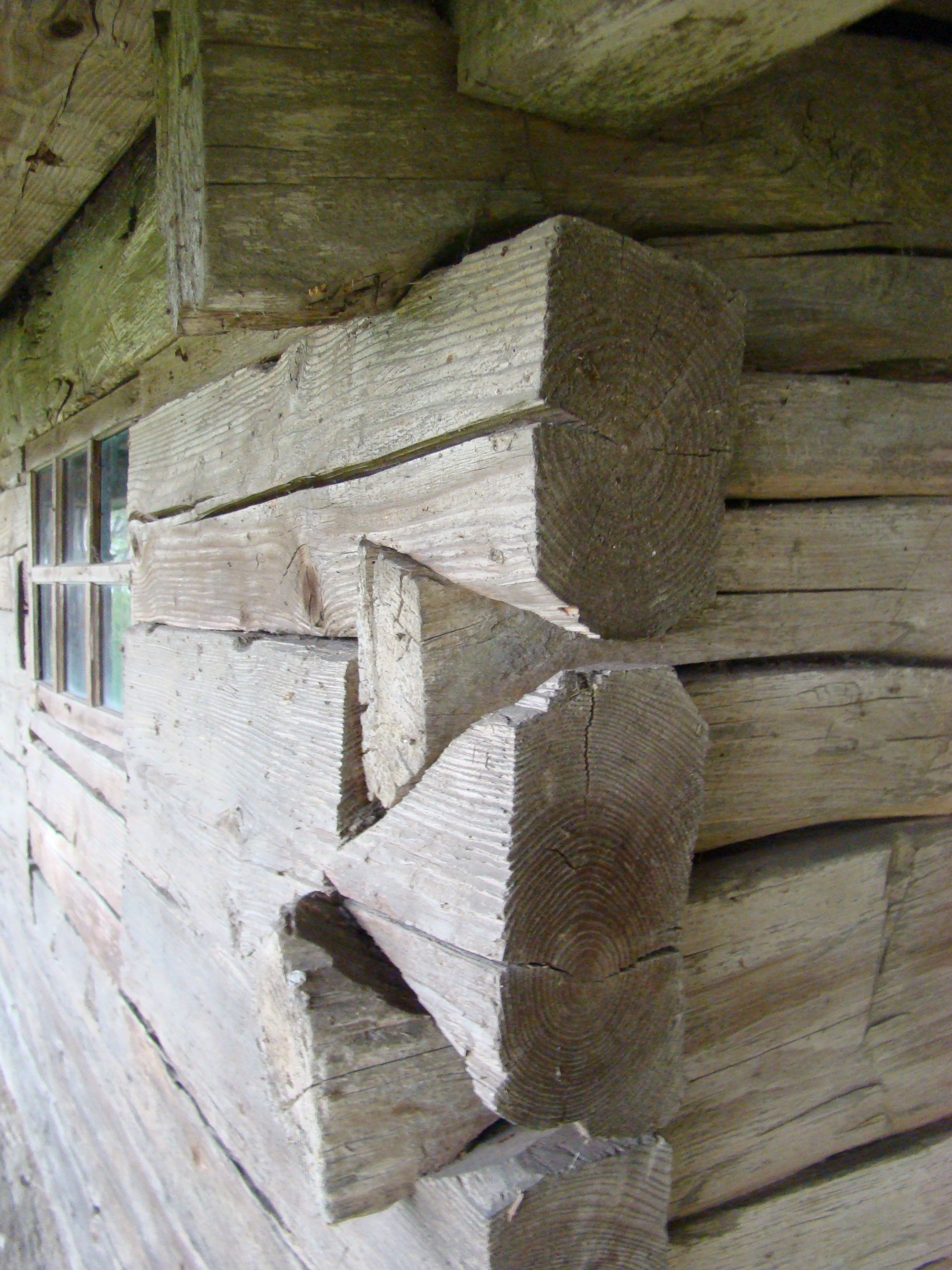
Îmbinări
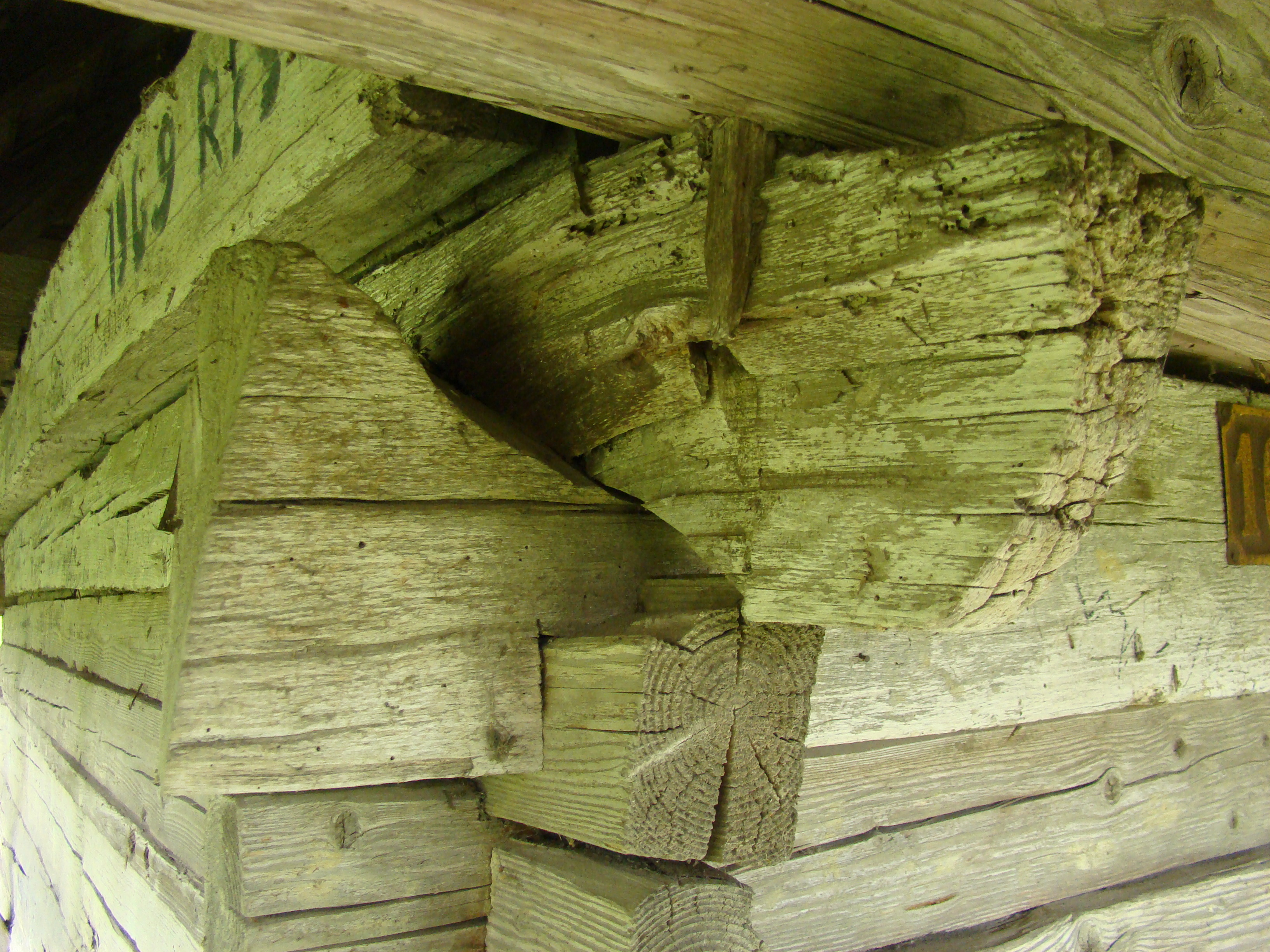
Îmbinări
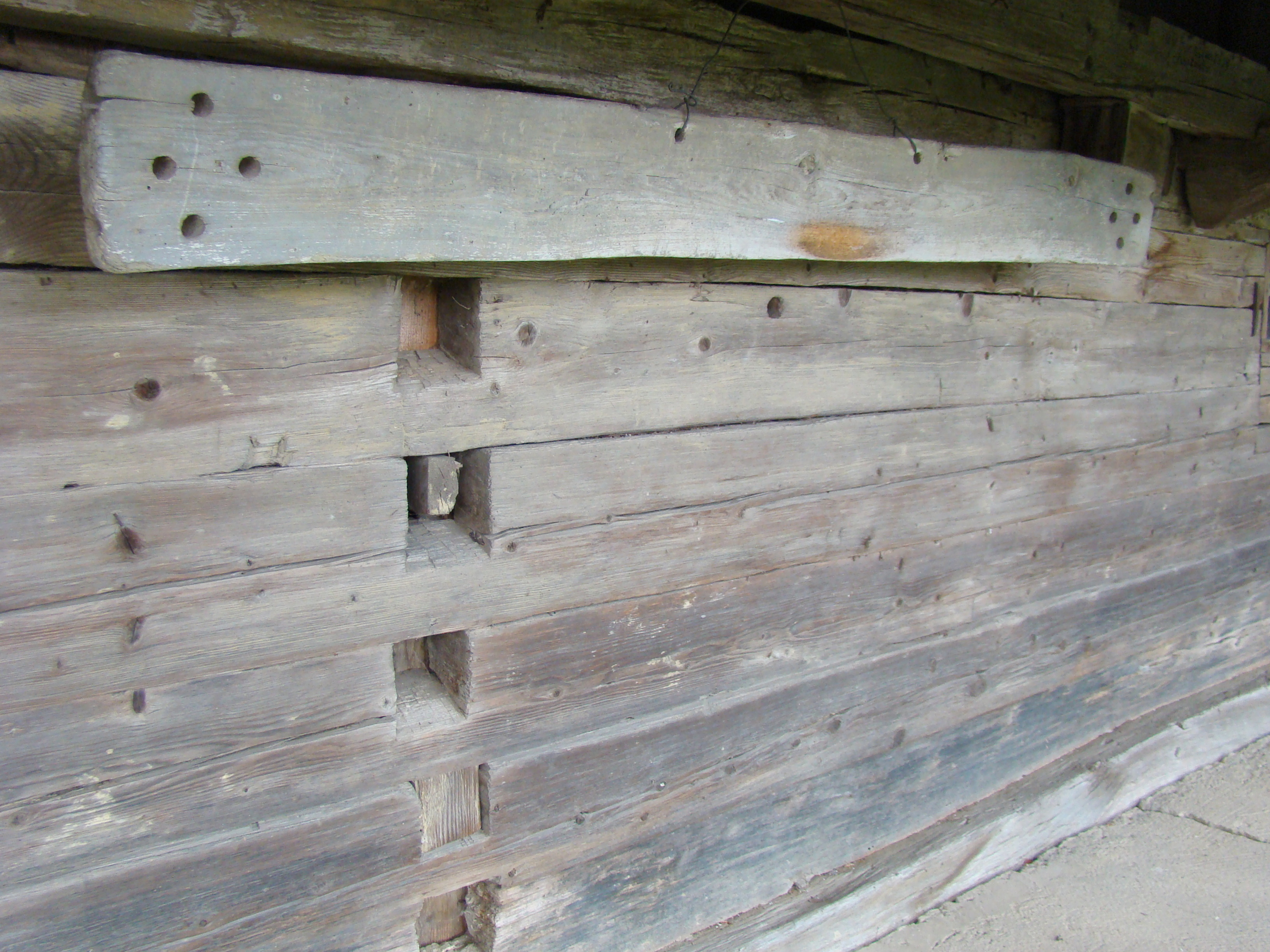
Toaca
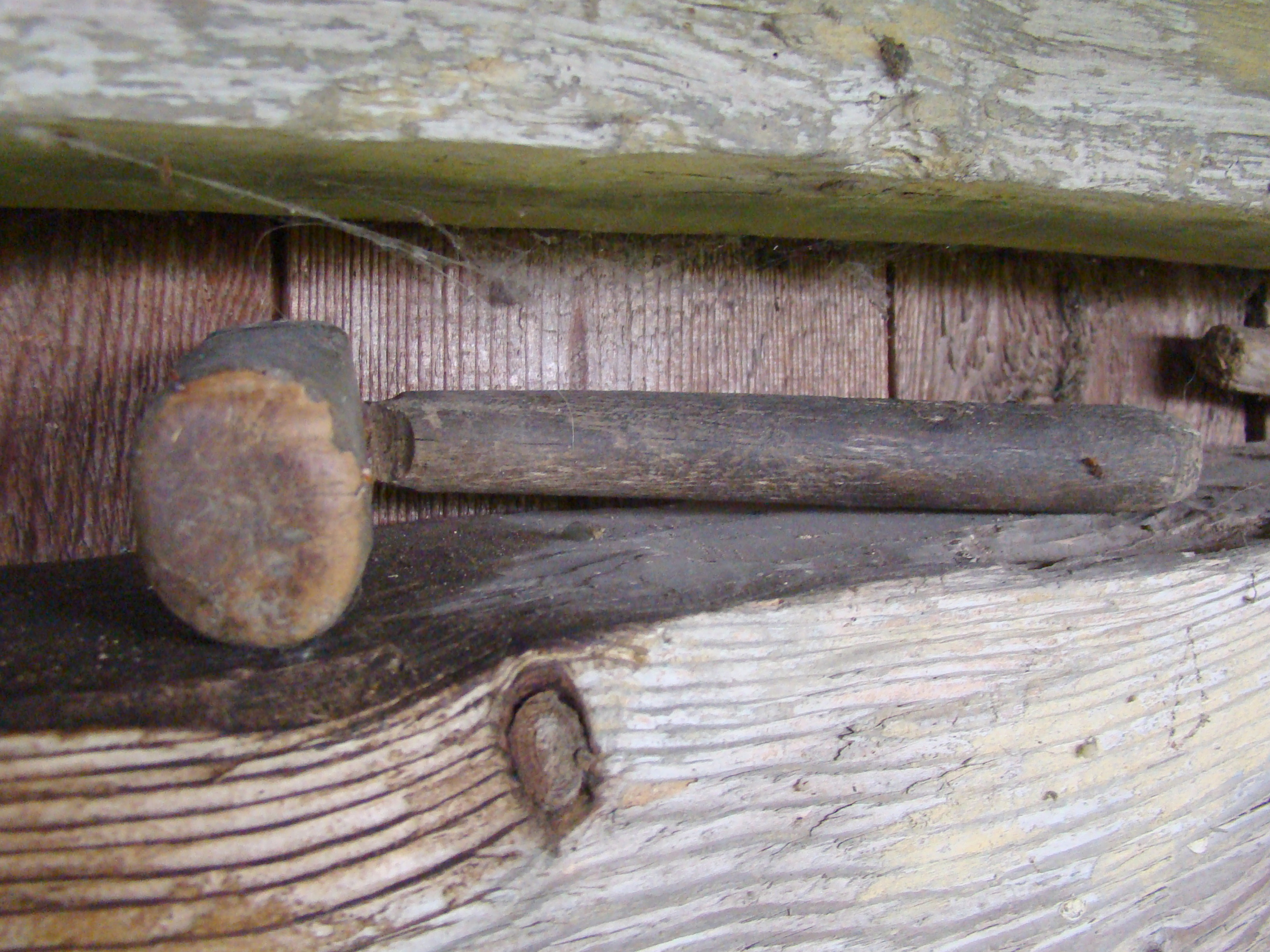
Ciocănașul de lemn al toacei
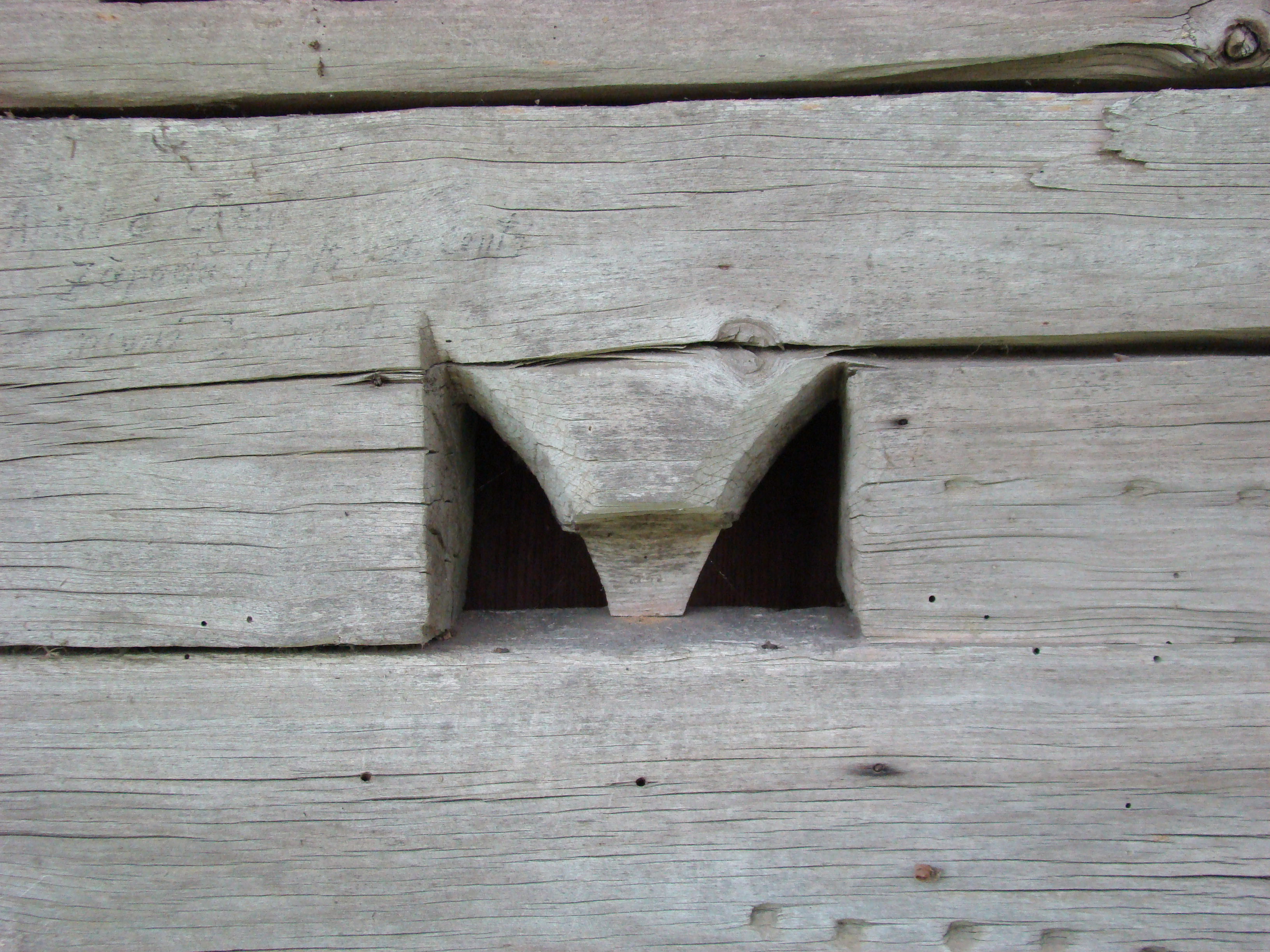
Aerisitor
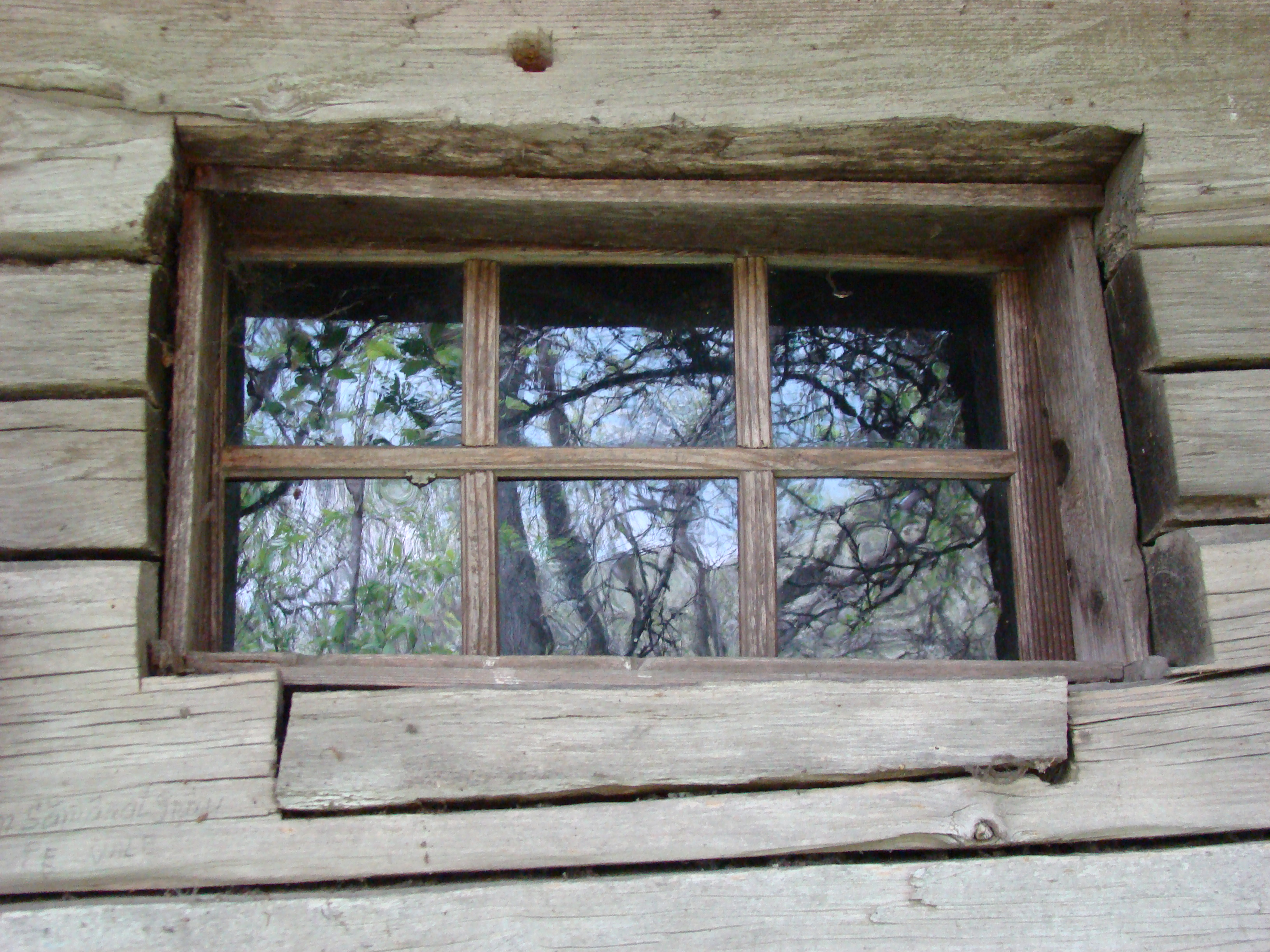
Fereastră
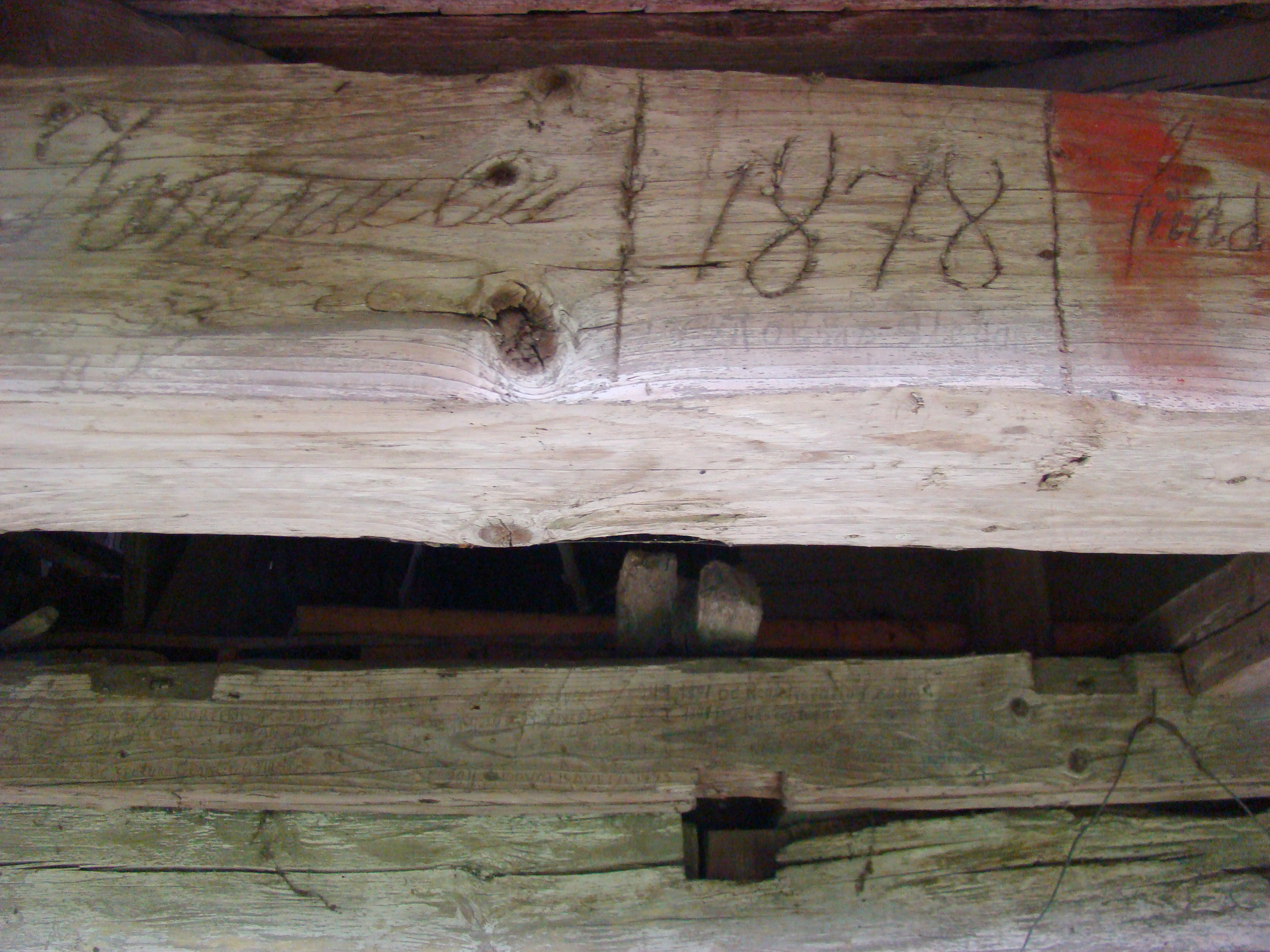
1878, anul unor reparații majore, inscripționat pe cununa bisericii

## Imagini din interior

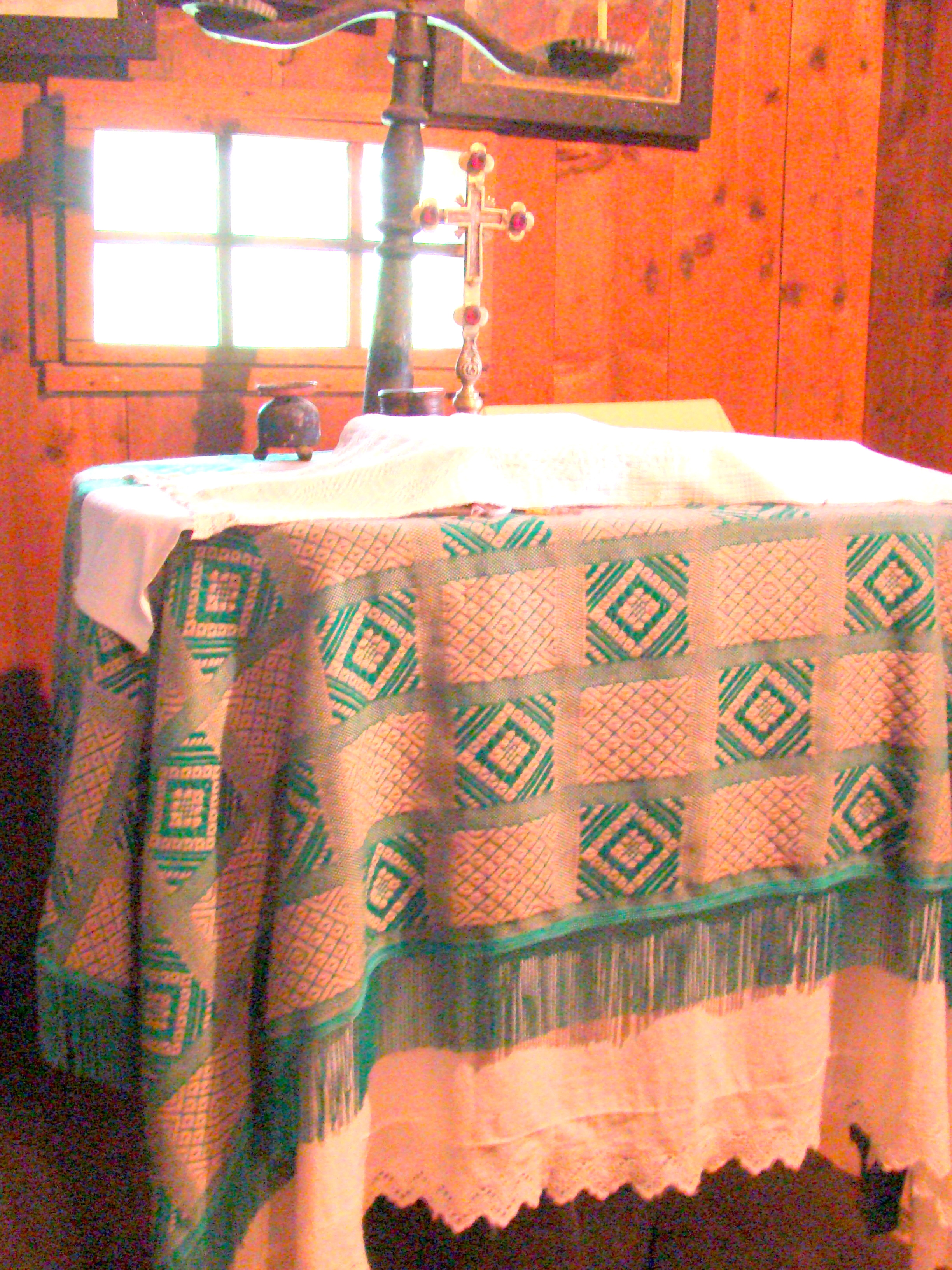
Masa altarului
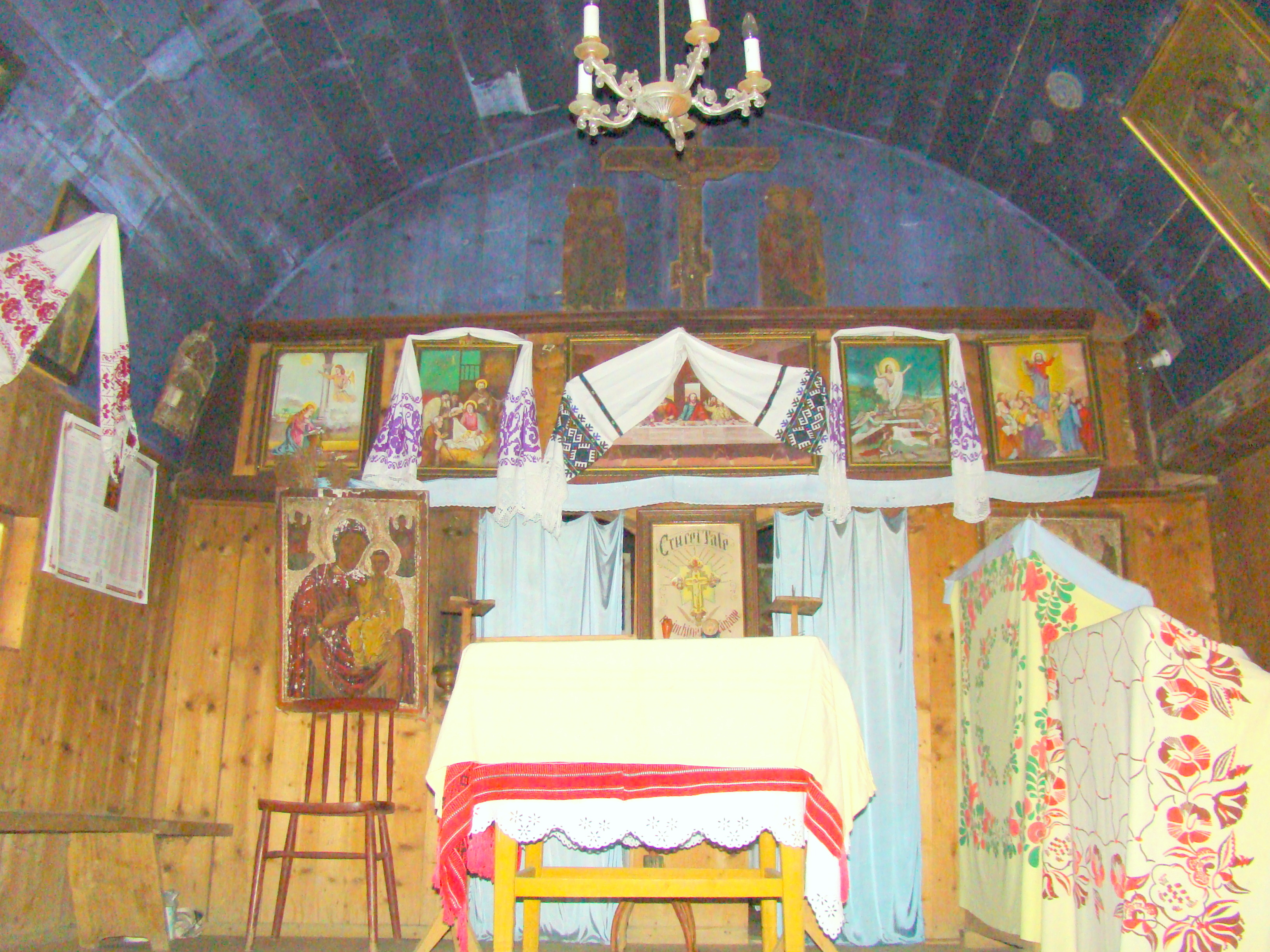
Nava spre iconostas
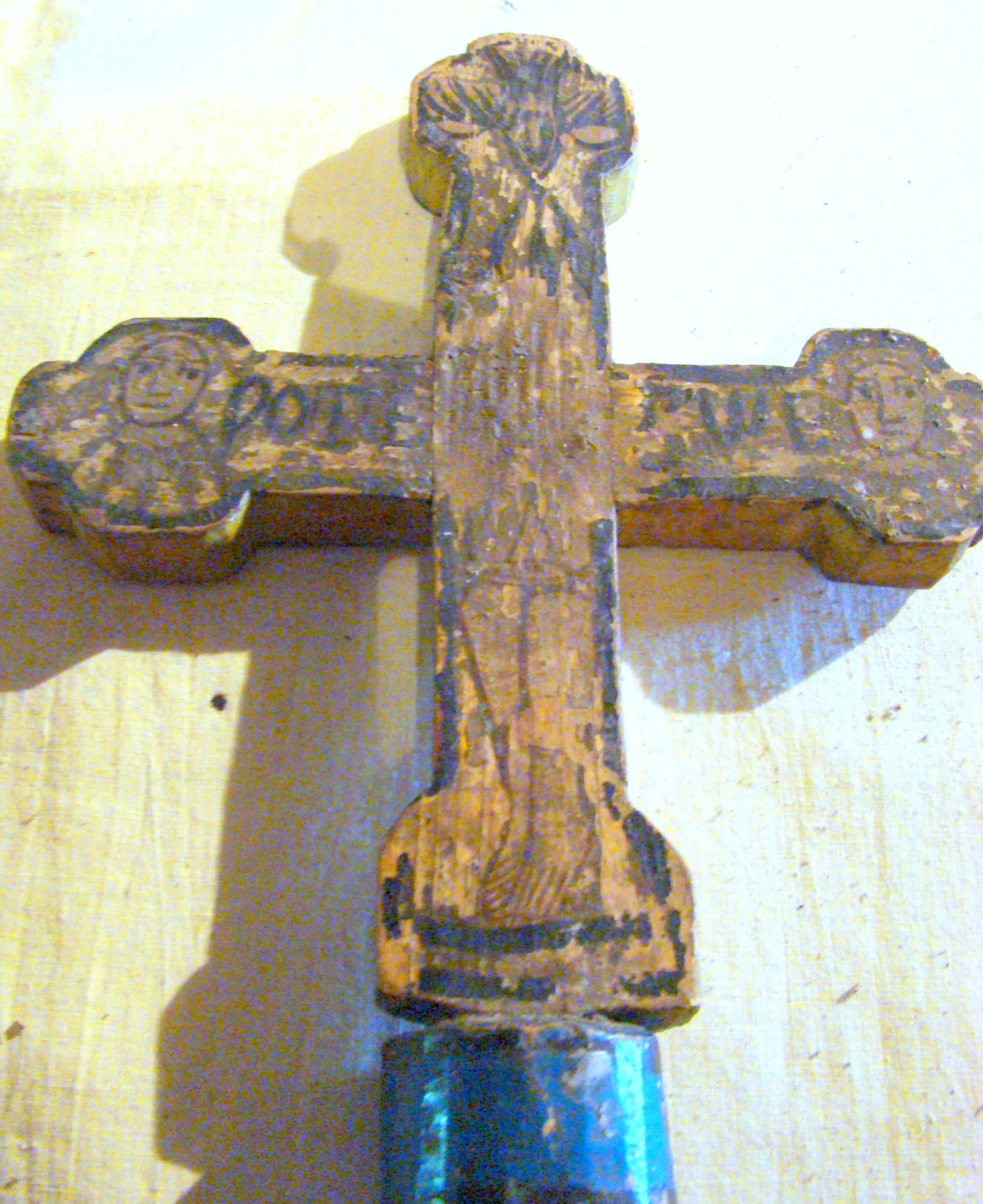
Cruce veche de lemn pictată
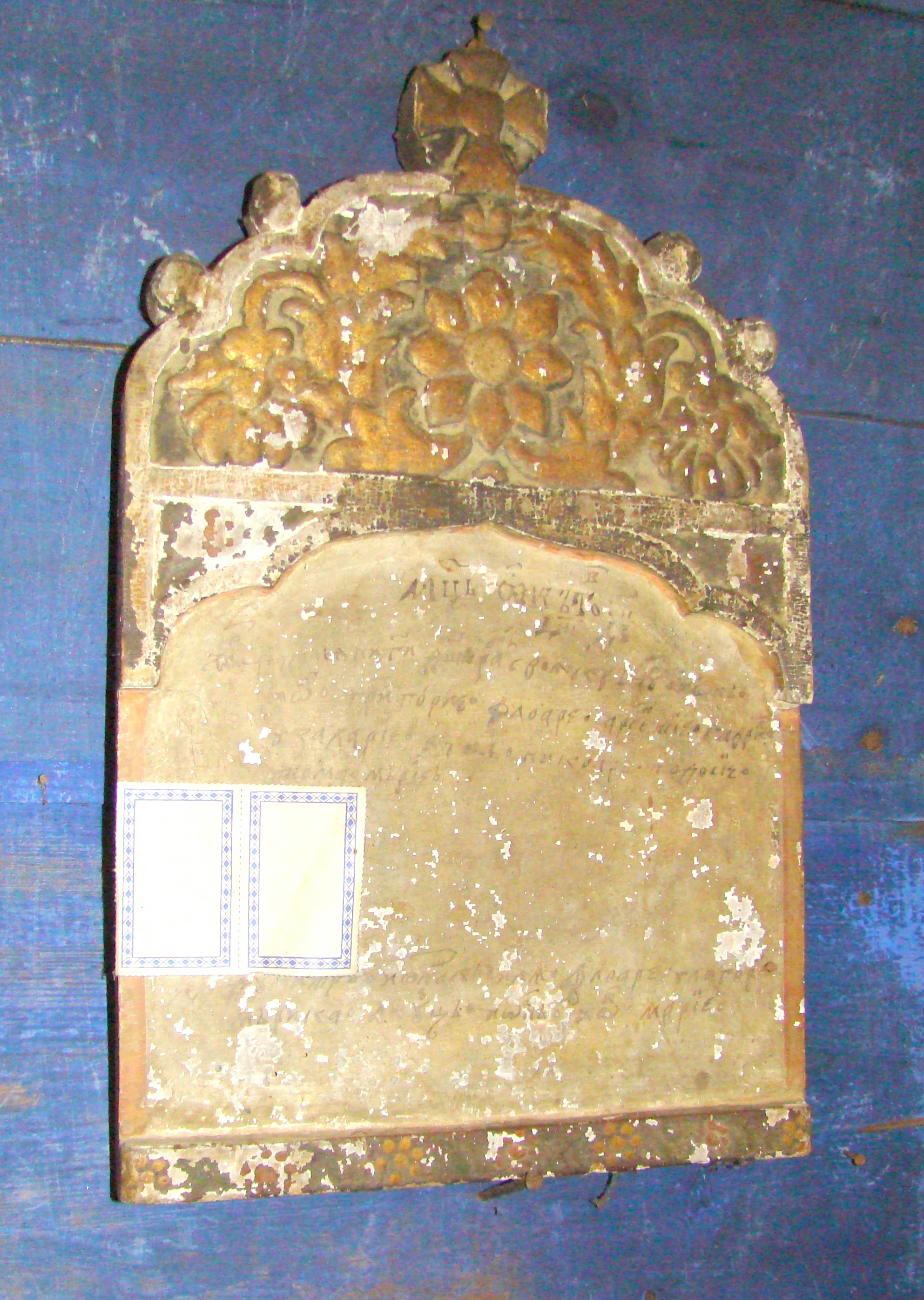
Pomelnic
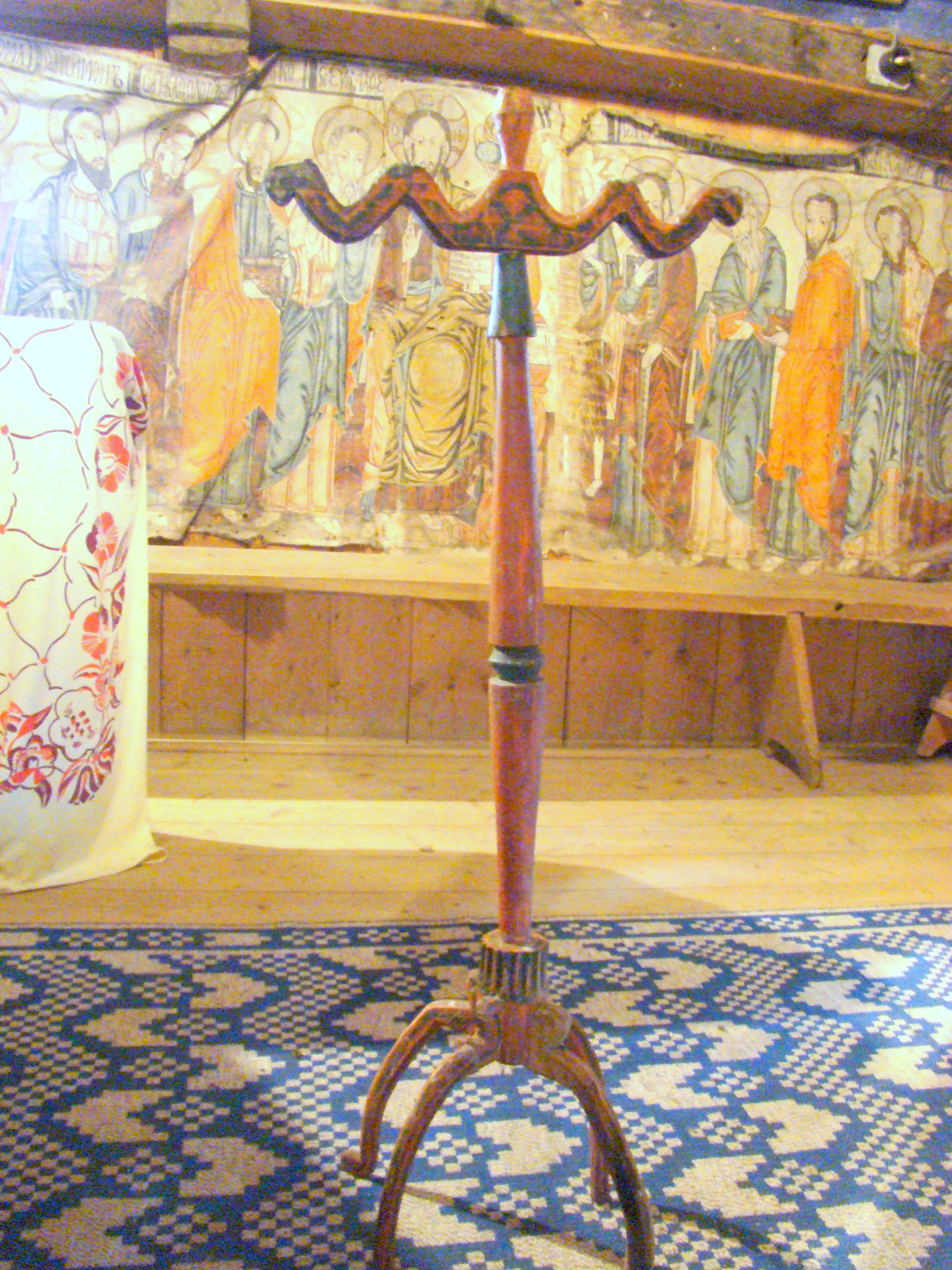
Sfeșnic de lemn
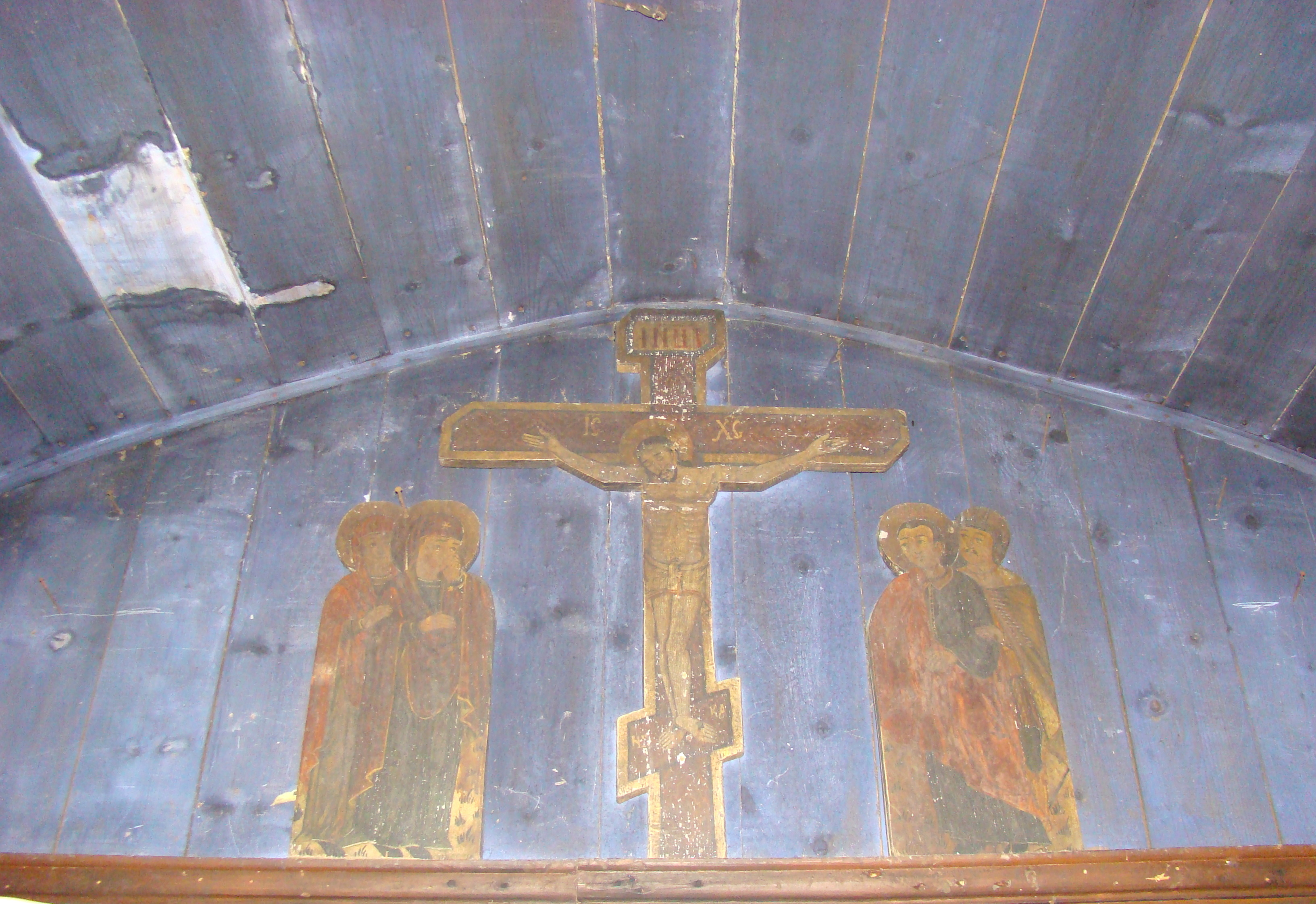
Crucea și moleniile
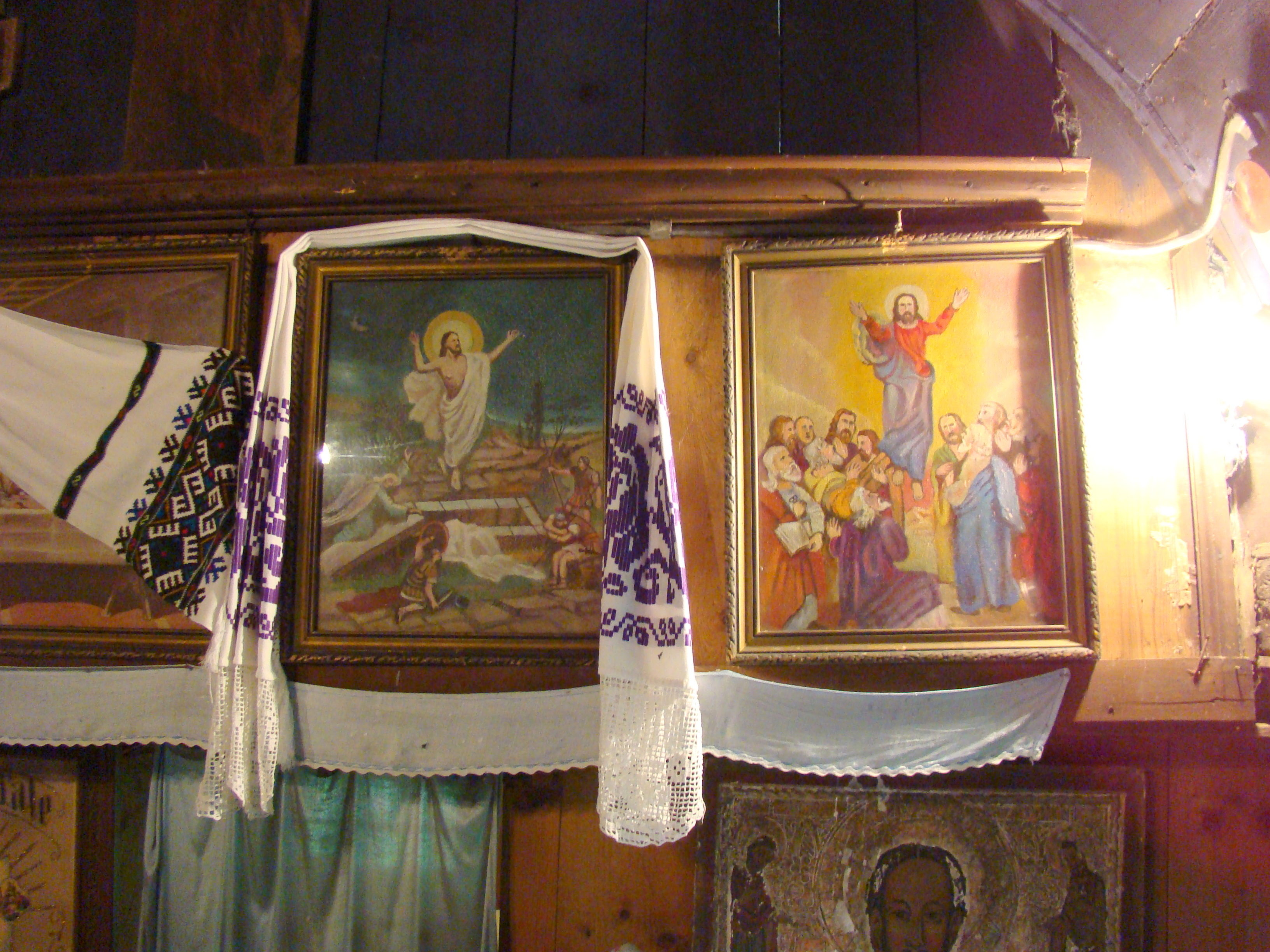
Iconostasul (detaliu)
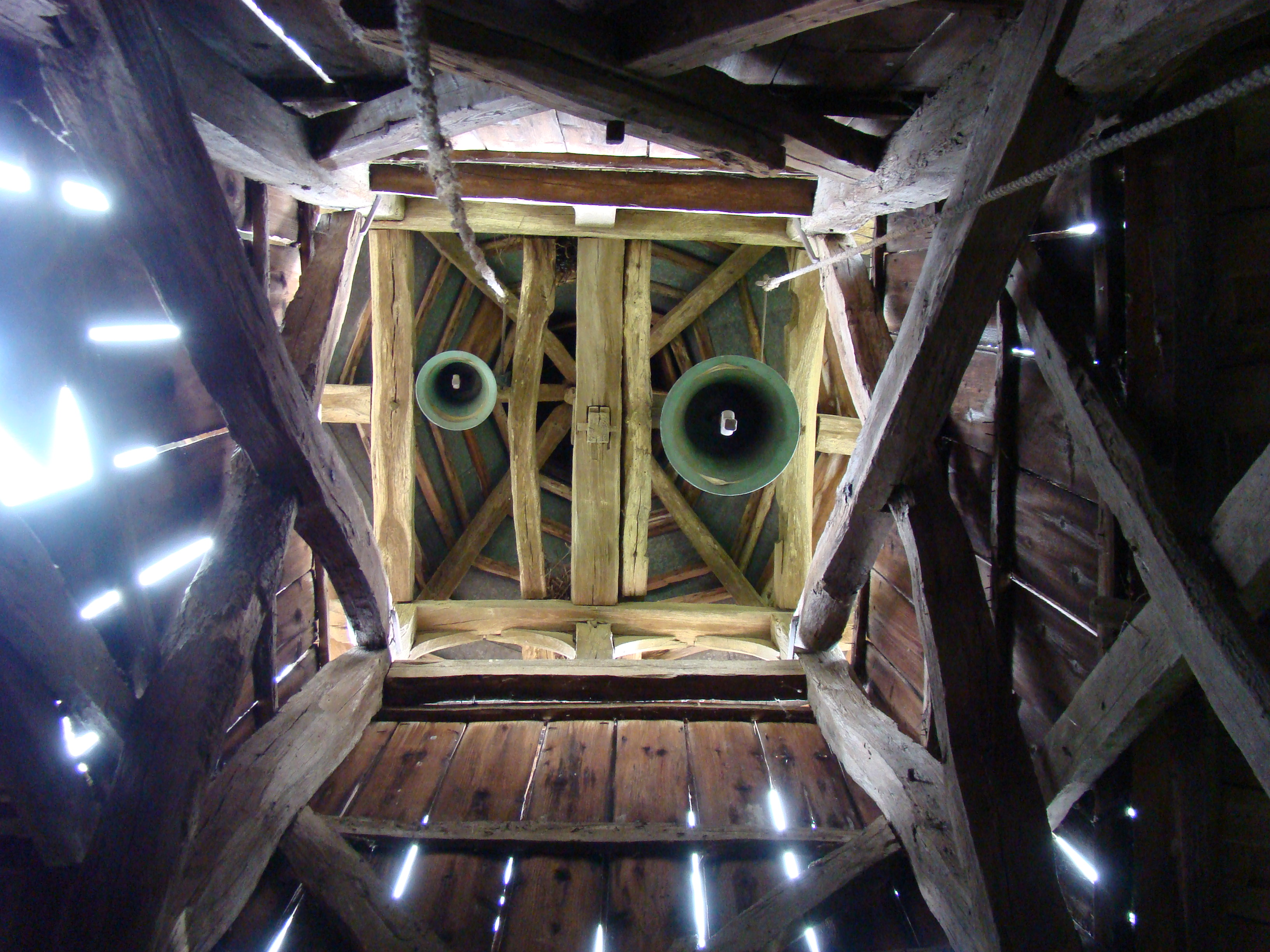
Galeria turnului și clopotele văzute din pronaos
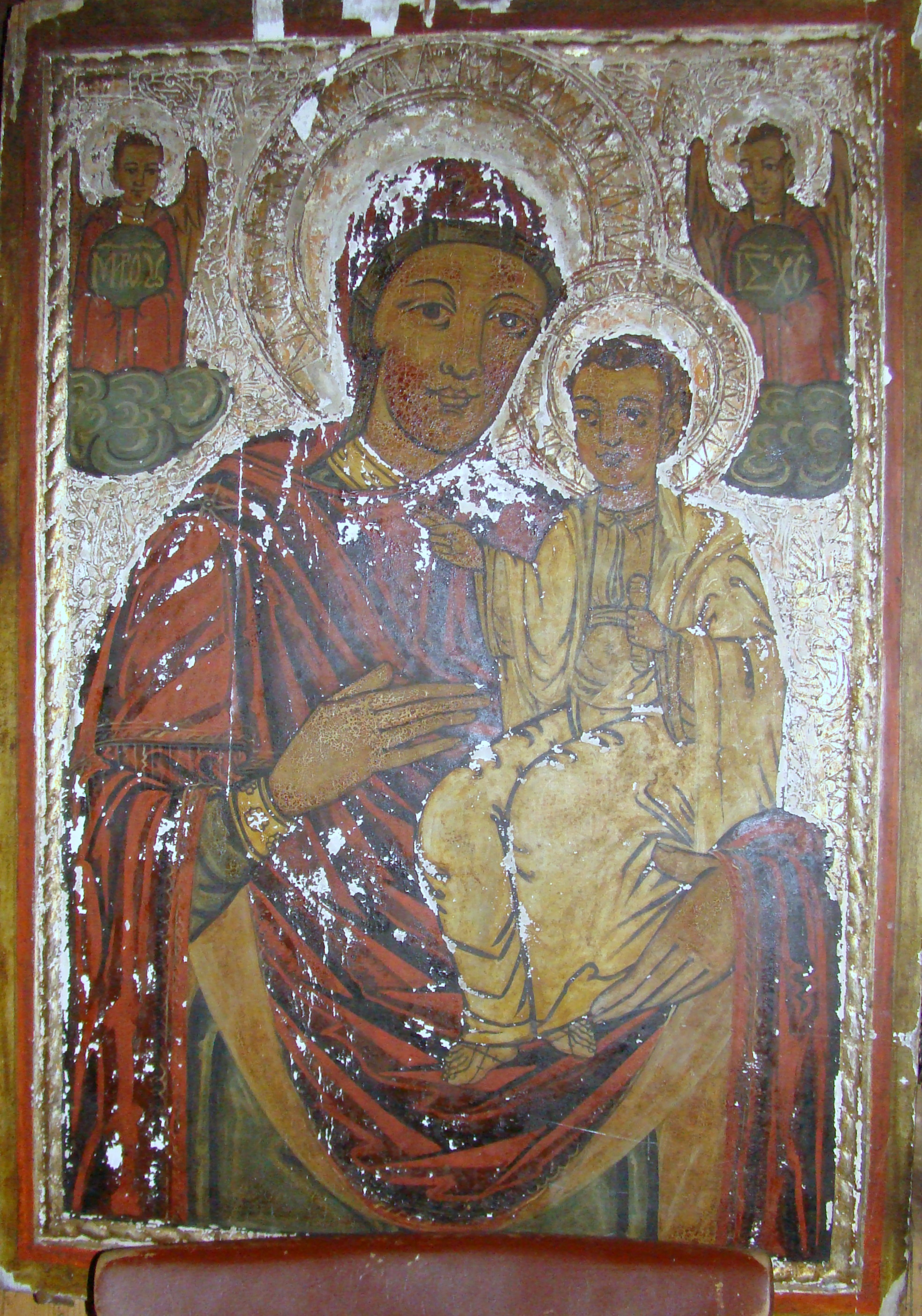
Maica Domnului cu Pruncul
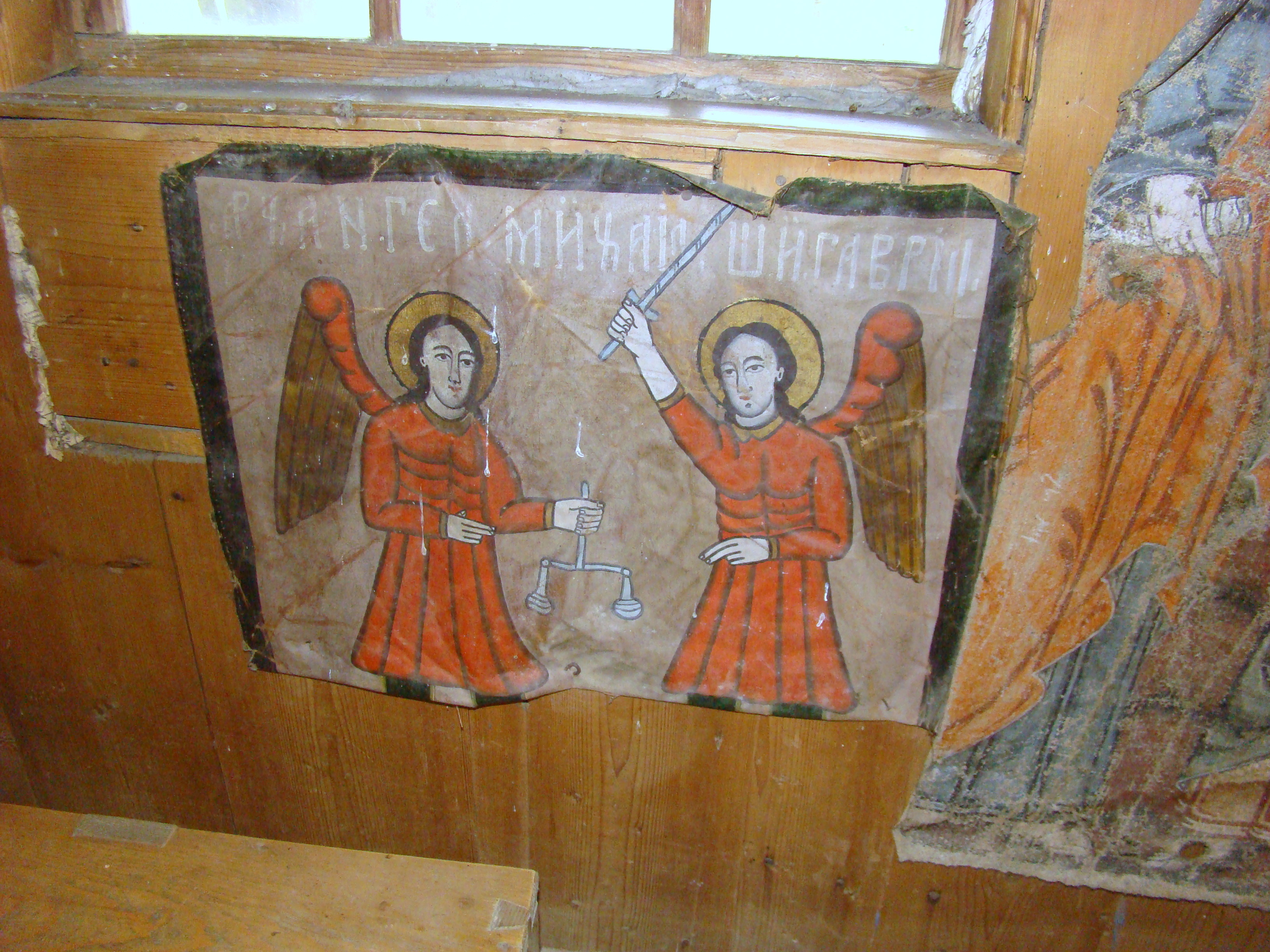
Sfinții Arhangheli
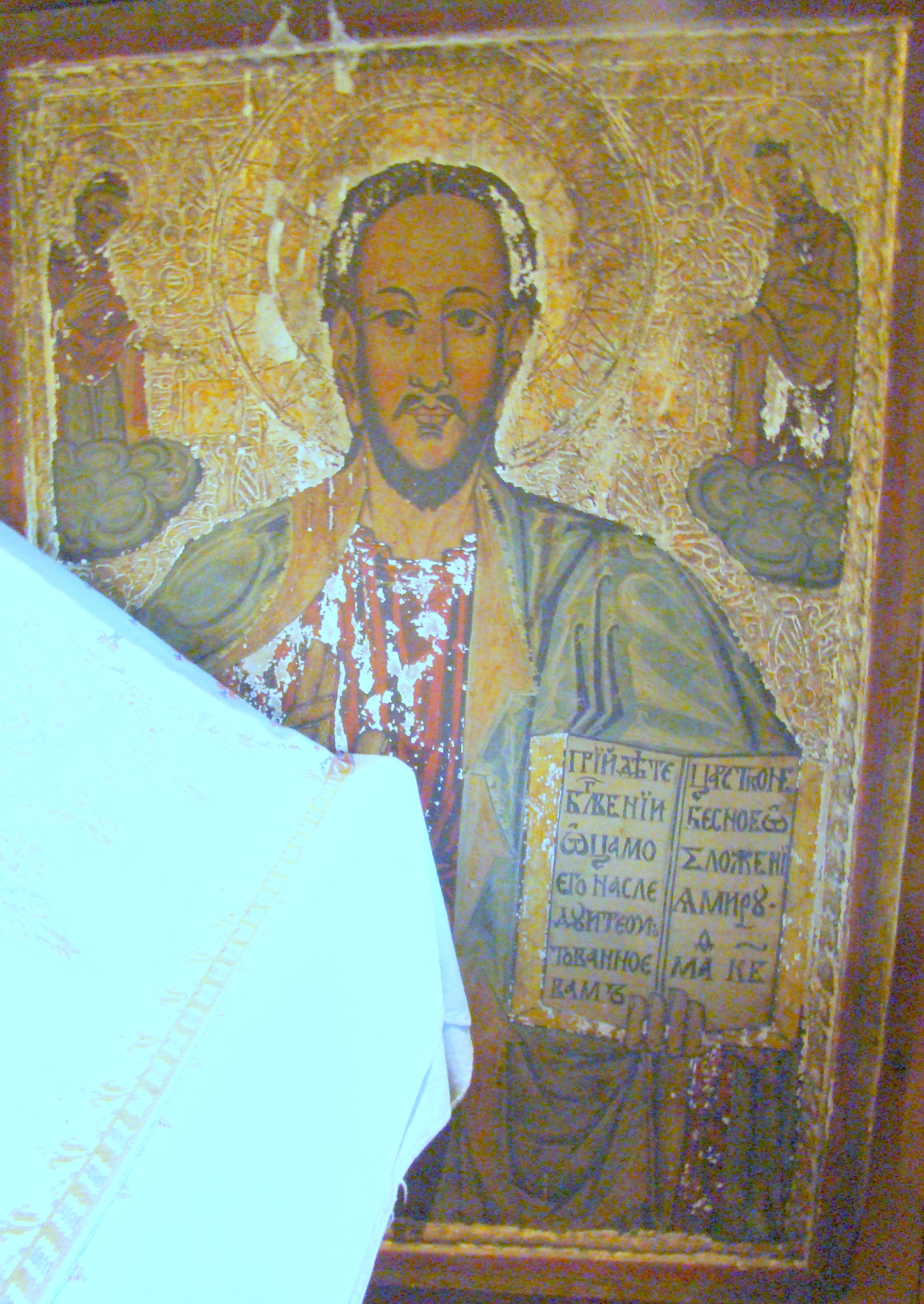
Sfântul Nicolae
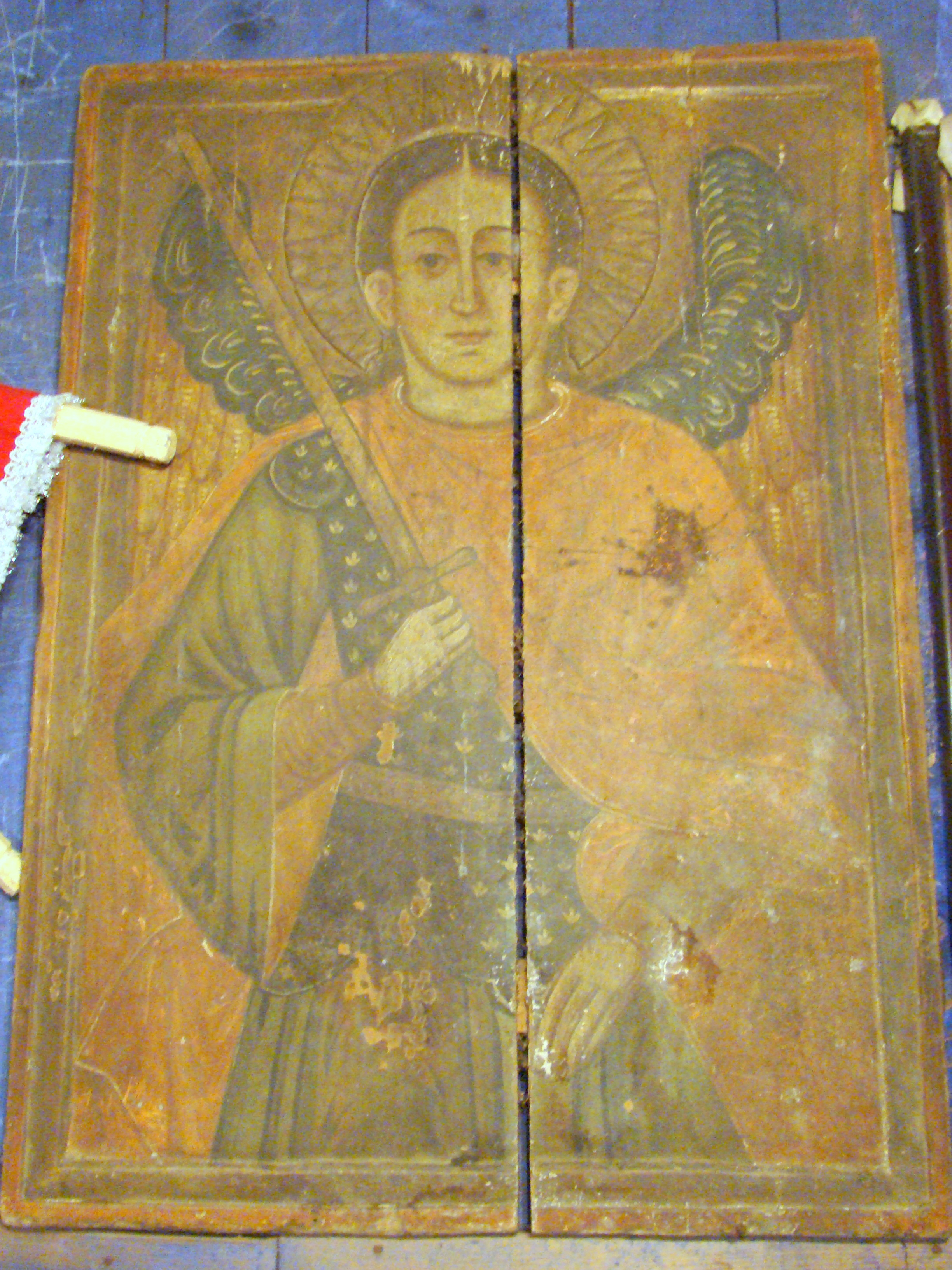
Arhanghelul Mihail
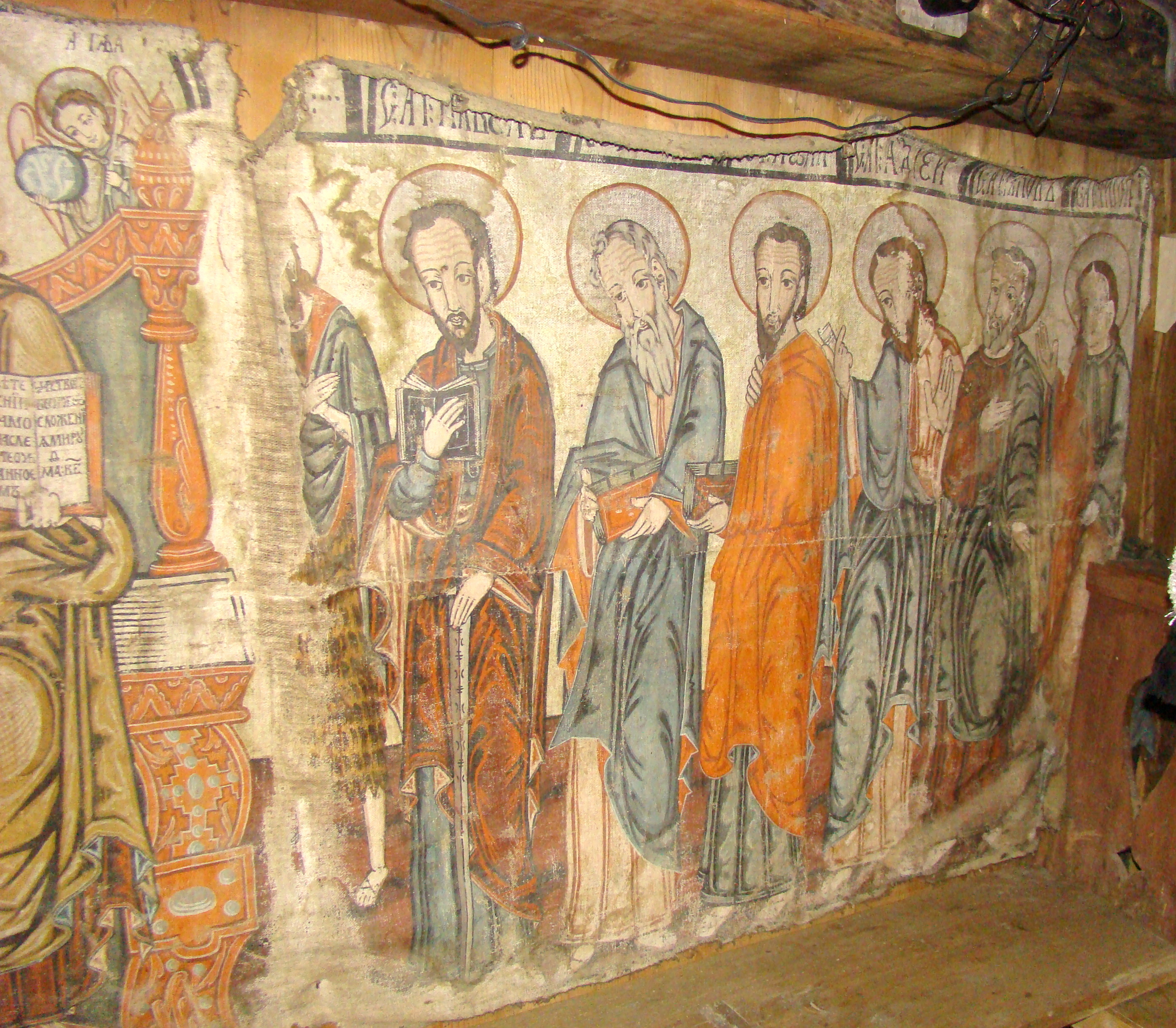
Naos, latura de sud: detaliu din friza apostolilor
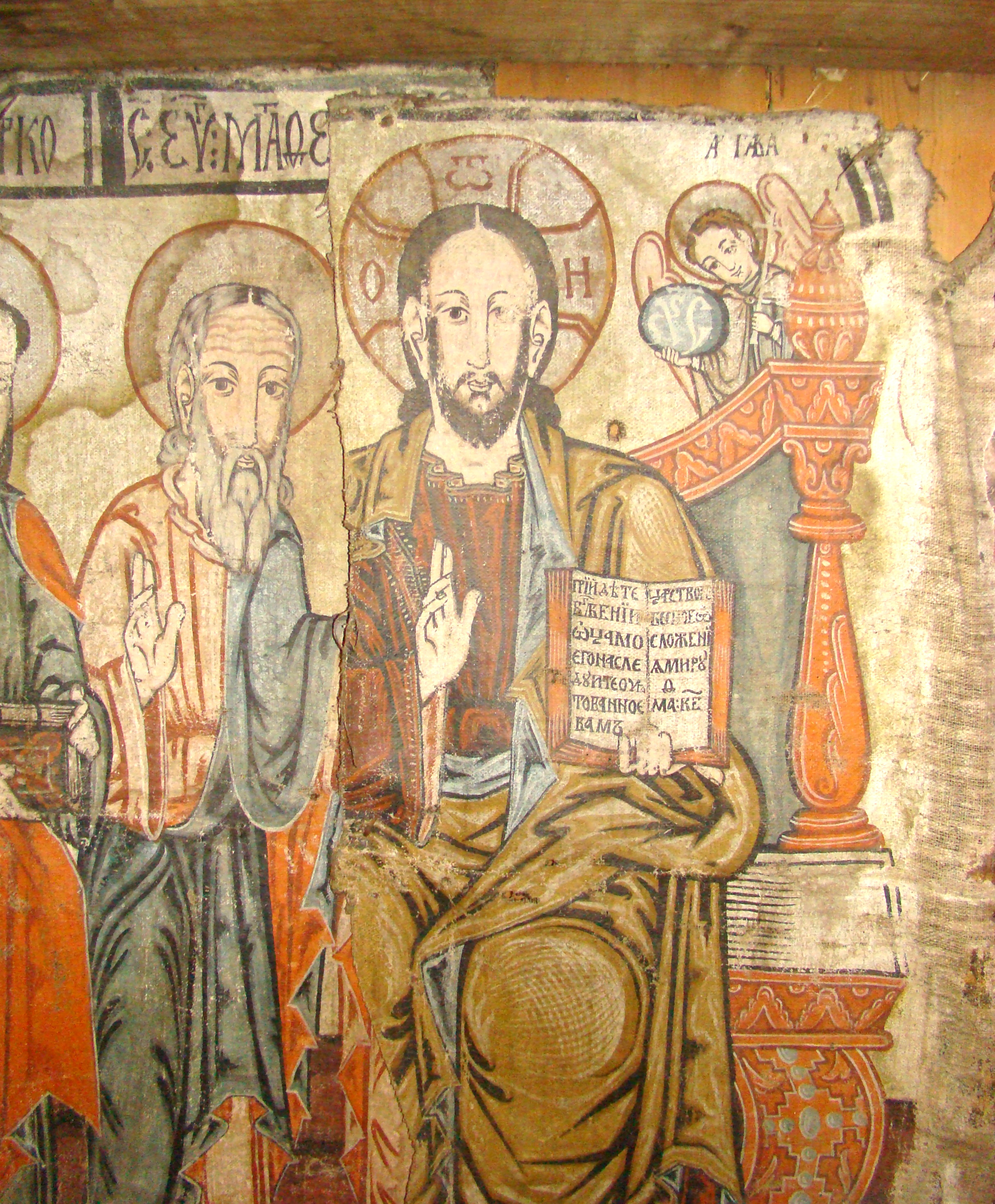
Naos, latura de sud: detaliu din friza apostolilor
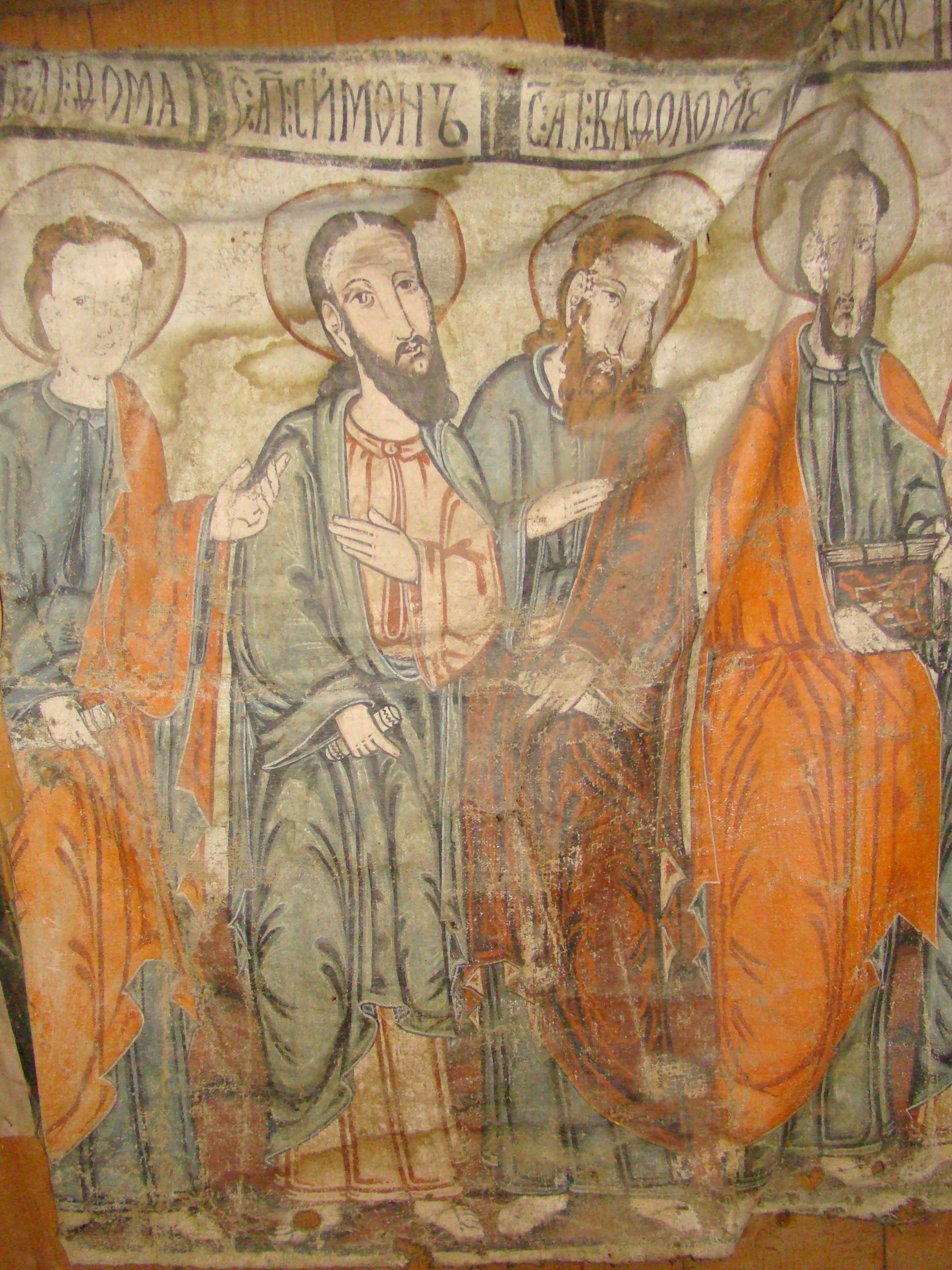
Naos, latura de sud: detaliu din friza apostolilor
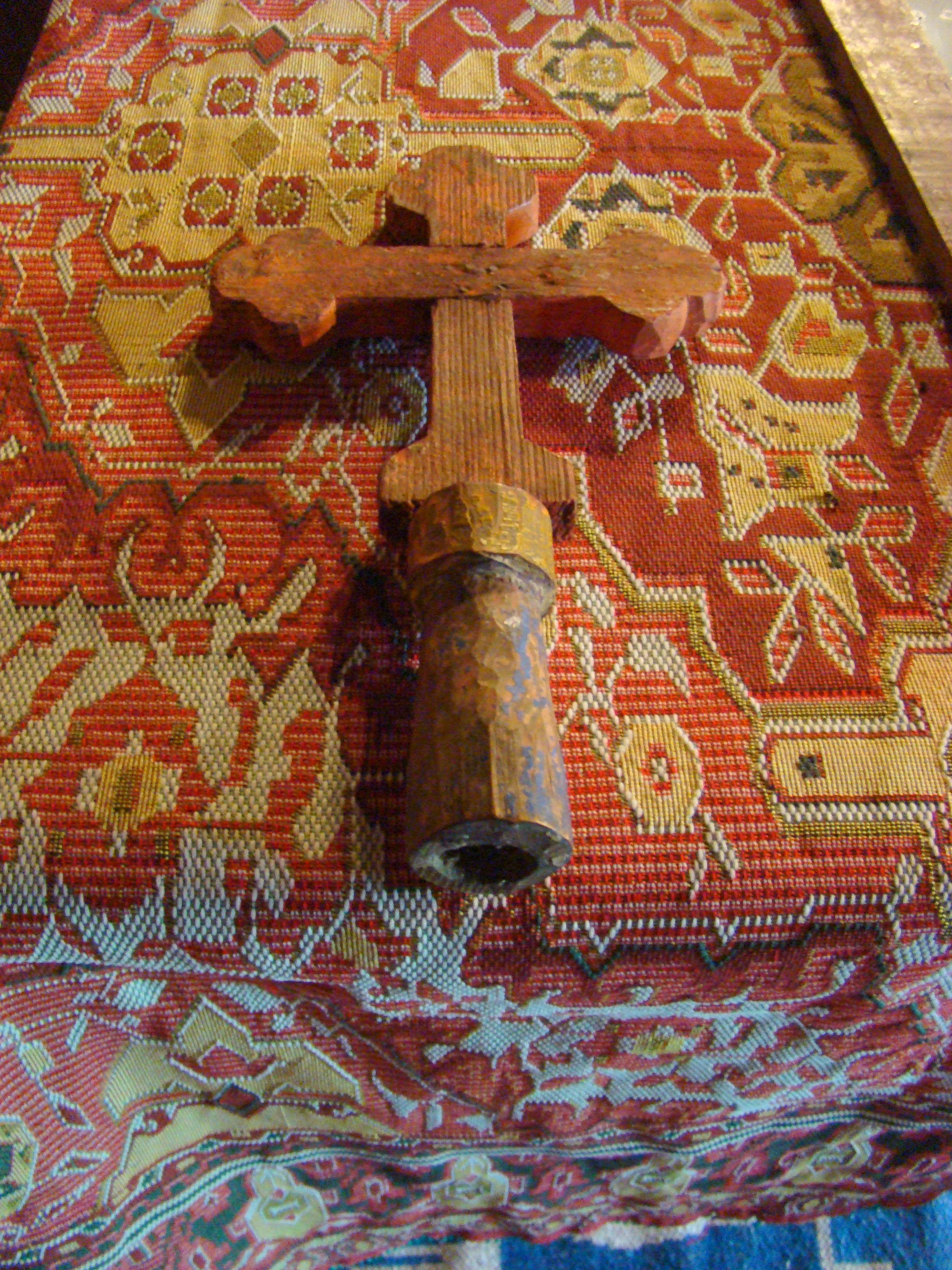
Cruce veche de lemn